# SUV

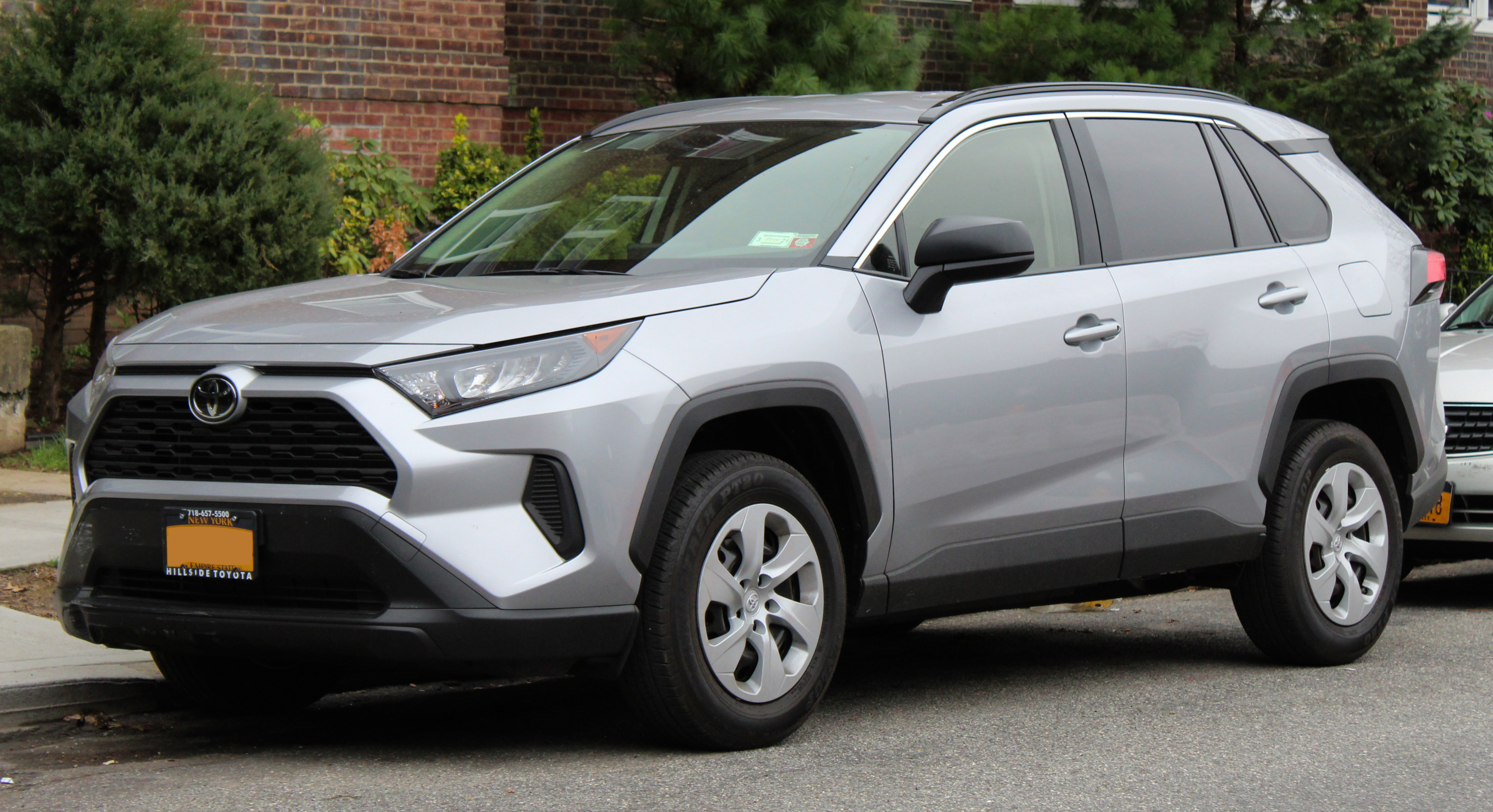
Toyota RAV4, najlepiej sprzedający się SUV na świecie w 2021 roku

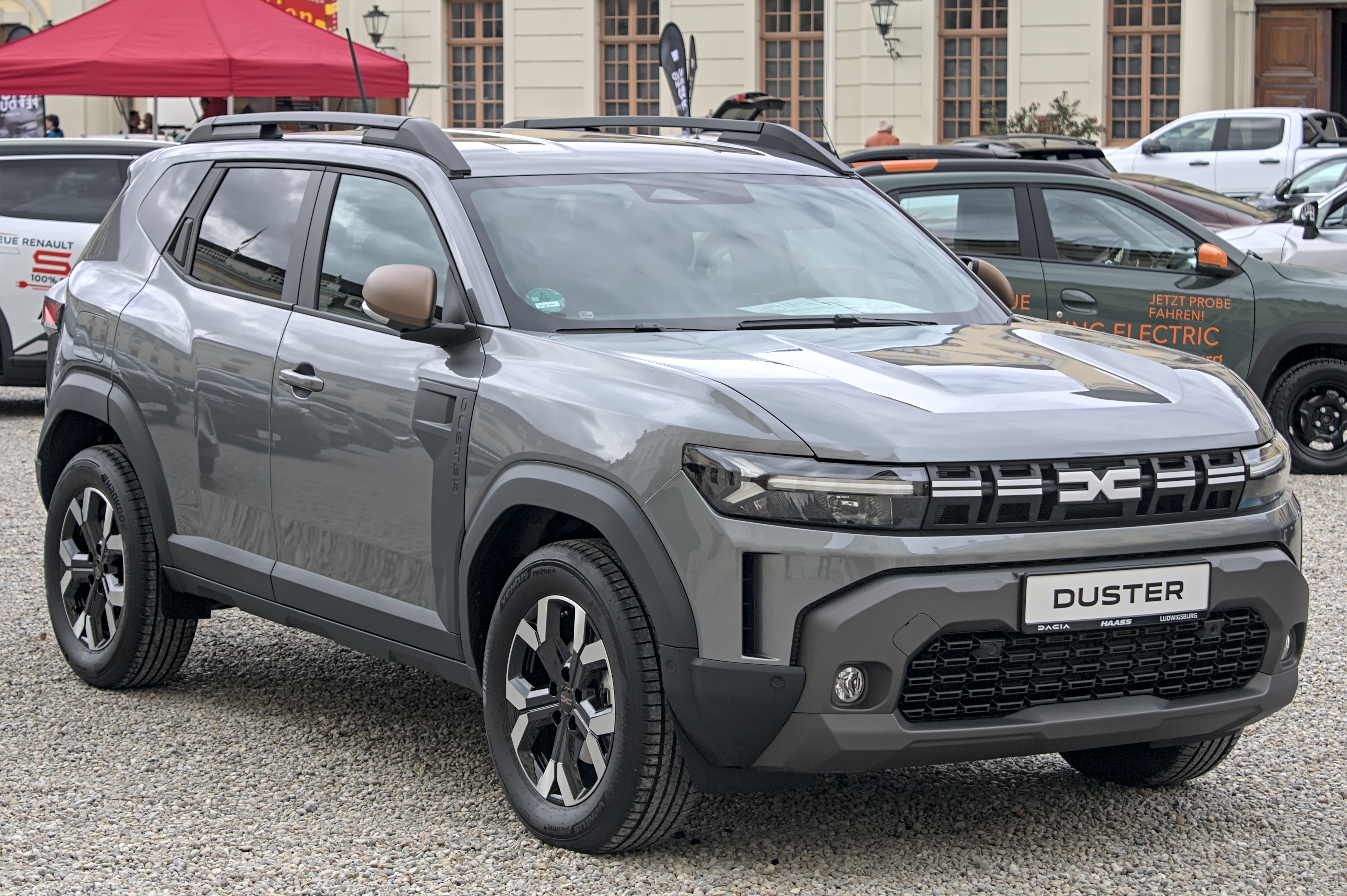
Dacia Duster, najlepiej sprzedający się SUV w Polsce w 2021 roku

SUV (skrót od ang. sport utility vehicle) – rodzaj samochodu, który łączy cechy samochodu osobowego i terenowego. SUV od klasycznego samochodu terenowego różni się m.in. mniej użytkowym charakterem i brakiem konieczności posiadania właściwości pozwalających na jazdę w terenie na rzecz bardziej komfortowo zestrojonego zawieszenia i bogatszego wyposażenia.
Na przełomie drugiej i trzeciej dekady XXI wieku SUV-y stały się tak popularne, że większość producentów samochodów popularnych i luksusowych ma takie konstrukcje w ofercie. W 2021 roku prawie połową ze wszystkich nowych samochodów sprzedanych w Stanach Zjednoczonych (48%) i Europie (44%) były samochody z grona SUV-ów, jak i pokrewnych crossoverów.
Samochody z tej rodziny krytykowane są ze względu na ich zauważalny negatywny wpływ na środowisko – ocenia się, że w okresie od 2010 do 2018 roku SUV-y stały się drugim największym emitentem dwutlenku węgla. Łączna coroczna emisja dwutlenku węgla do 2018 roku przez SUV-y ze względu na rosnącą popularność tego rodzaju samochodów wzrosła do 700 megaton, stawiając przemysł ciężki, lotnictwo czy statki w tyle. Według badania Insurance Institute for Highway Safety, ryzyko śmierci pieszego w wypadku drogowym z SUV-em jest większe średnio o 45%.

## Etymologia

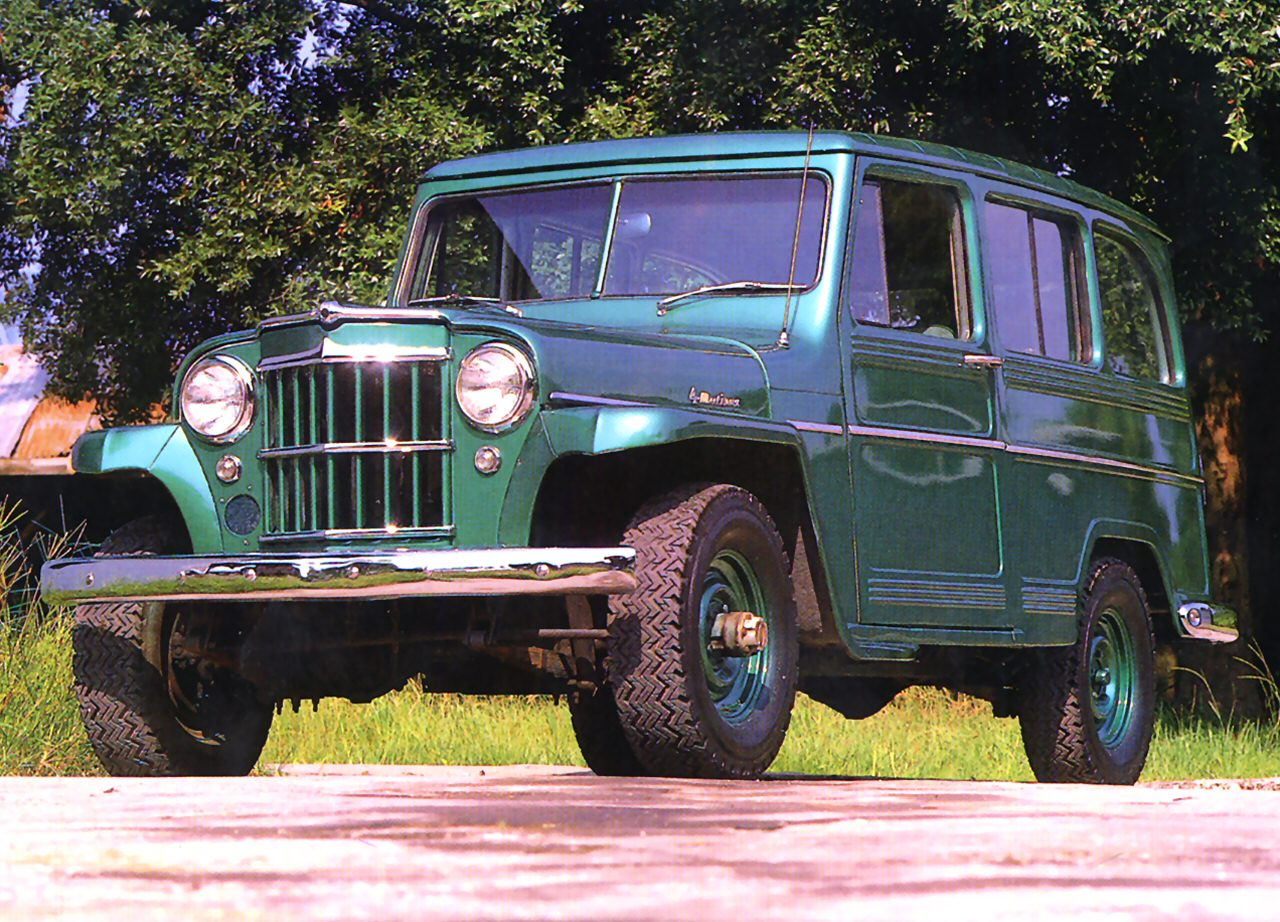
Willys Jeep Station Wagon

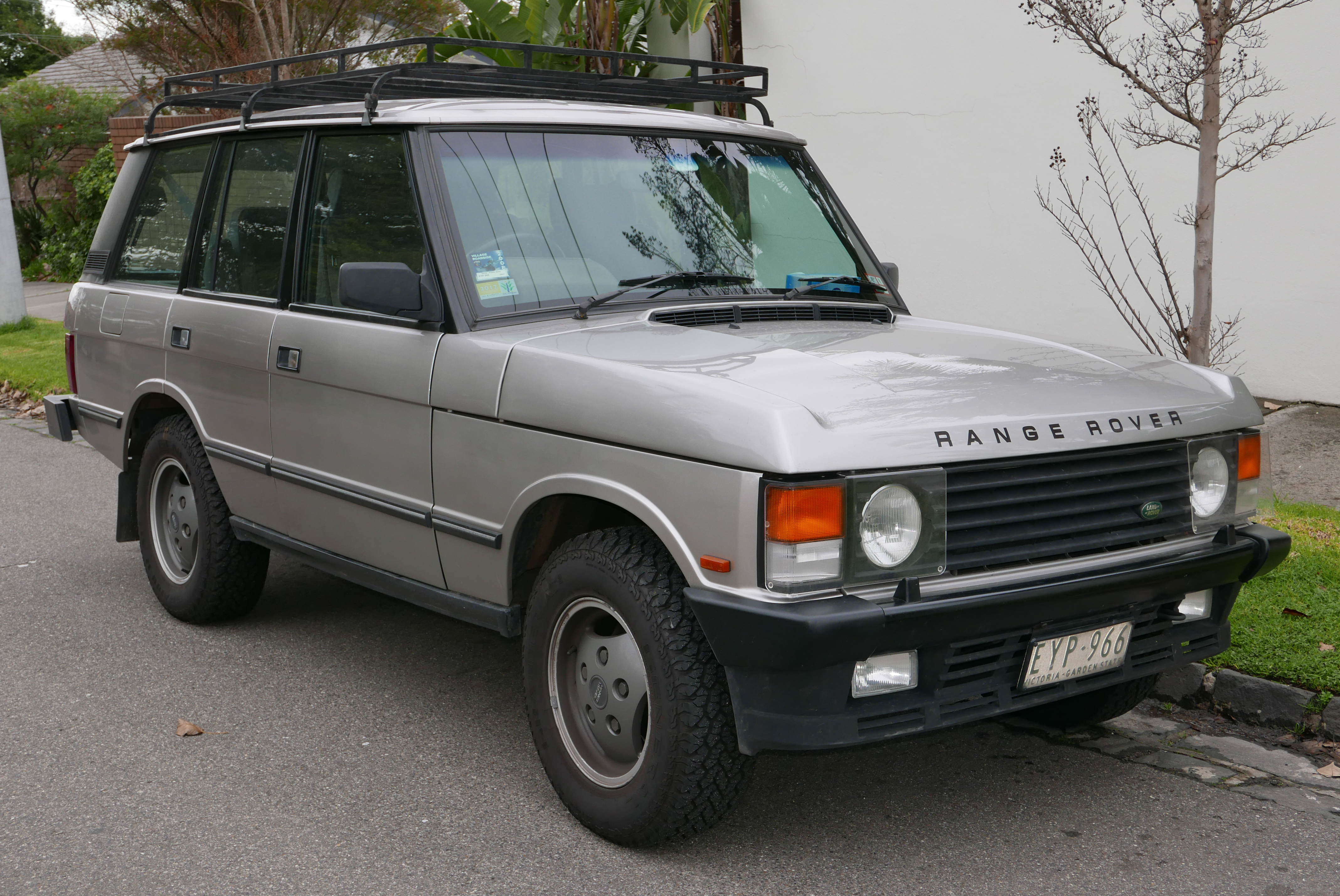
Range Rover

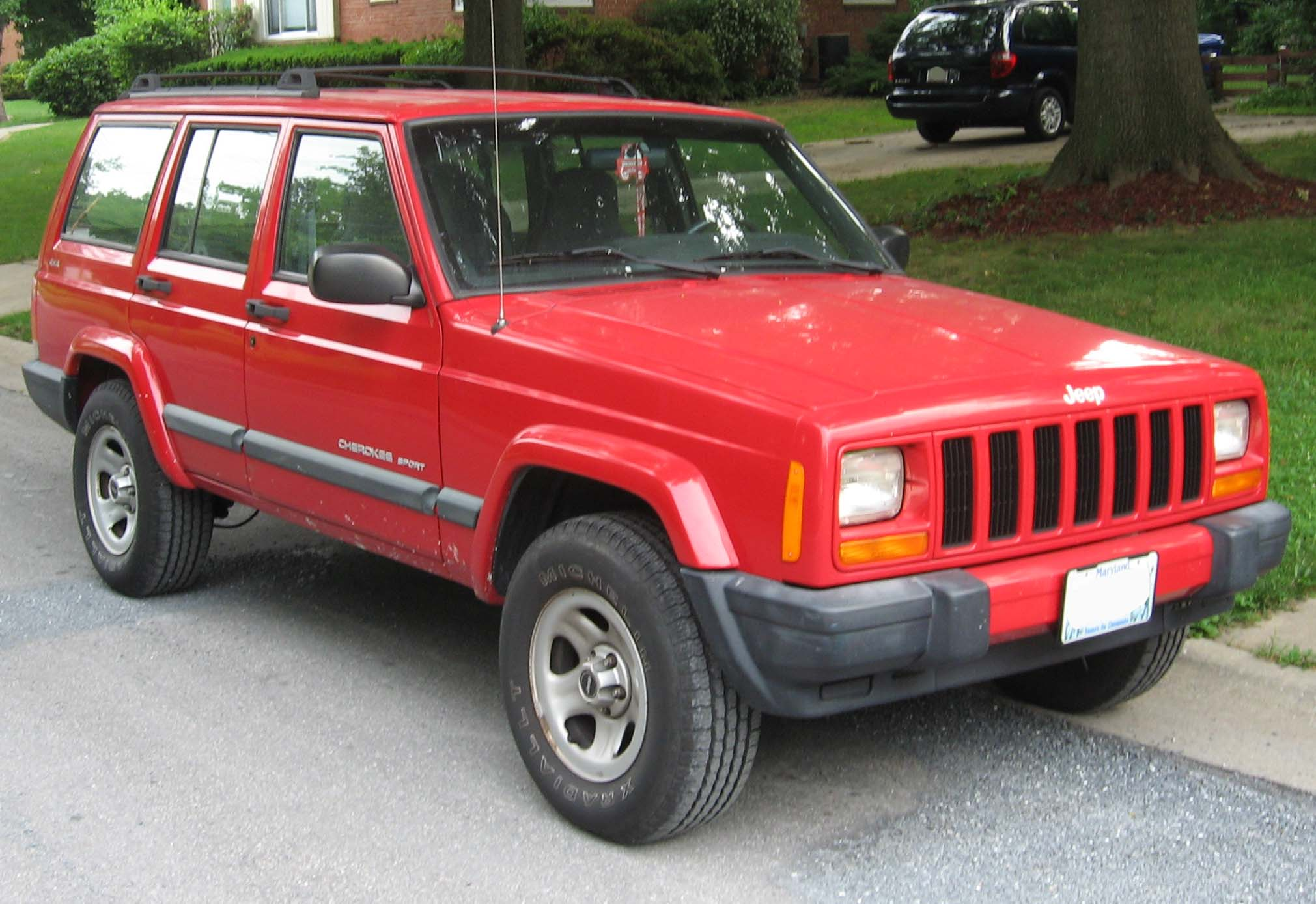
Jeep Cherokee

Rozpowszechnione w Polsce dosłowne tłumaczenie terminu Sport Utility Vehicle jako „samochód sportowo-użytkowy” jest błędne. Nie chodzi bowiem o połączenie cech samochodu sportowego (np. Toyota GT86) i użytkowego (np. VW Transporter), lecz jest to marketingowe określenie samochodu, który jest z założenia przeznaczony do aktywnego stylu życia, dla osób uprawiających różne formy sportu i aktywnego wypoczynku na łonie natury (np. polowanie, wędkowanie).
W czasie gdy w krajach anglojęzycznych rozwinięcie skrótu SUV – sport utility vehicle jest często stosowane naprzemiennie, tak w Polsce SUV stał się samodzielnym wyrazem i akronimem odmienianym przez przypadki. Jego upowszechnienie w XXI wieku stało się tak silne, że SUV to popularne określenie każdego samochodu z podwyższonym prześwitem.

## Historia
Określenie to pojawiło się w USA i tam funkcjonowało w odniesieniu do luksusowych samochodów terenowych. Ponieważ obecnie w Ameryce Północnej z reguły nie oferuje się surowo wyposażonych terenówek, więc określenie SUV jest tam często mylnie uważane za tożsame z określeniem „samochód terenowy” (all-terrain lub off-road vehicle). Rolę aut terenowych spełniają tam najczęściej pick-upy, nazywane z ang. pickup truck (ciężarówka). Kategoria SUV została wyodrębniona prawnie w USA pod koniec lat 80. na skutek lobbingu firm samochodowych jako pośrednia między samochodami osobowymi a lekkimi ciężarówkami, dzięki czemu nie musiały one spełniać surowych norm emisji i ekonomii jak samochody osobowe.
W rozumieniu SUV-a jako samochodu terenowego o wyższym komforcie jazdy za pierwsze auto tego typu uważa się Jeepa Wagoneera, który pojawił się na rynku w USA w 1962 roku. Za pierwszy europejski samochód tego rodzaju uchodzi Range Rover, który zadebiutował w 1970. Jednak dopiero dziesięć lat później posiadał on wyposażenie klasyfikujące go do tej kategorii. Warto dodać, że jednymi z pierwowzorów uterenowionych samochodów osobowych były powstające w ZSRR pod koniec lat 50. GAZ M-73 i Moskwicz 410/411, lecz specyfika tamtego rynku powodowała, że nie zyskały komercyjnego rozpowszechnienia i nie miały wpływu na inne konstrukcje.
W Europie za samochody segmentu SUV uznaje się najczęściej konstrukcje o nadwoziu samonośnym. Modelem, który rozpoczął modę na takie auta, była Toyota RAV4. Z czasem SUV-y stały się niezwykle popularne, a kolejni producenci aut postanowili uzupełnić swoje oferty o auta w takiej odmianie nadwoziowej. Samochody tego rodzaju na ogół nie są wykorzystywane do celów „sportu” na łonie natury, a ich użytkowe przeznaczenie rozumiane jako możliwość transportu ładunku straciło priorytet, natomiast są kupowane w roli tradycyjnych samochodów osobowych jako wyższe i dające większe poczucie solidności konstrukcji. Obecnie wybór samochodów tego typu jest niezwykle szeroki. Dalszą ewolucję stanowią samochody typu crossover, które konstrukcyjnie są jeszcze bardziej zbliżone do samochodów osobowych z nadwoziem hatchback lub kombi, posiadając często jedynie nieznacznie podwyższone zawieszenie.

## SUV-y według wielkości

### Miejskie
Najmniejsze SUV-y, bliskie wymiarom klasycznych samochodów osobowych segmentu A, są stosunkowo niszowym rodzajem pojazdów tego typu. Spopularyzowane przez japońskich producentów, z racji niewielkich wymiarów, wymagają często jedynie drobnych modyfikacji, by spełniać na lokalnym rynku wymogi dla samochodów typu kei car. Na przykładzie najpopularniejszego modelu o zarazem najbardziej globalnym zasięgu rynkowym, Suzuki Jimny, najmniejsze SUV-y w przeciwieństwie do podobnych rozmiarów crossoverów oferują właściwości samochodów terenowych.

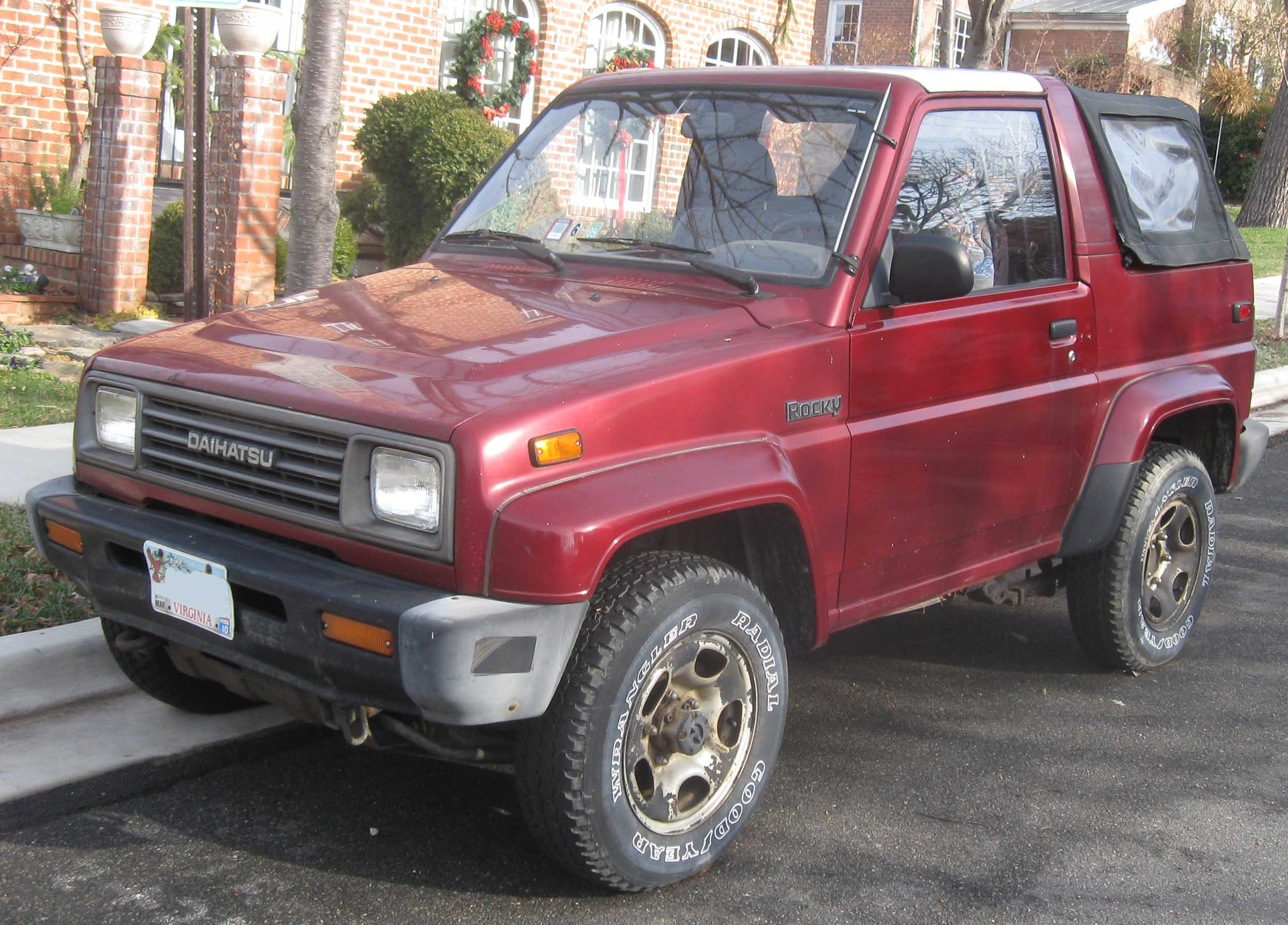
Daihatsu Rocky
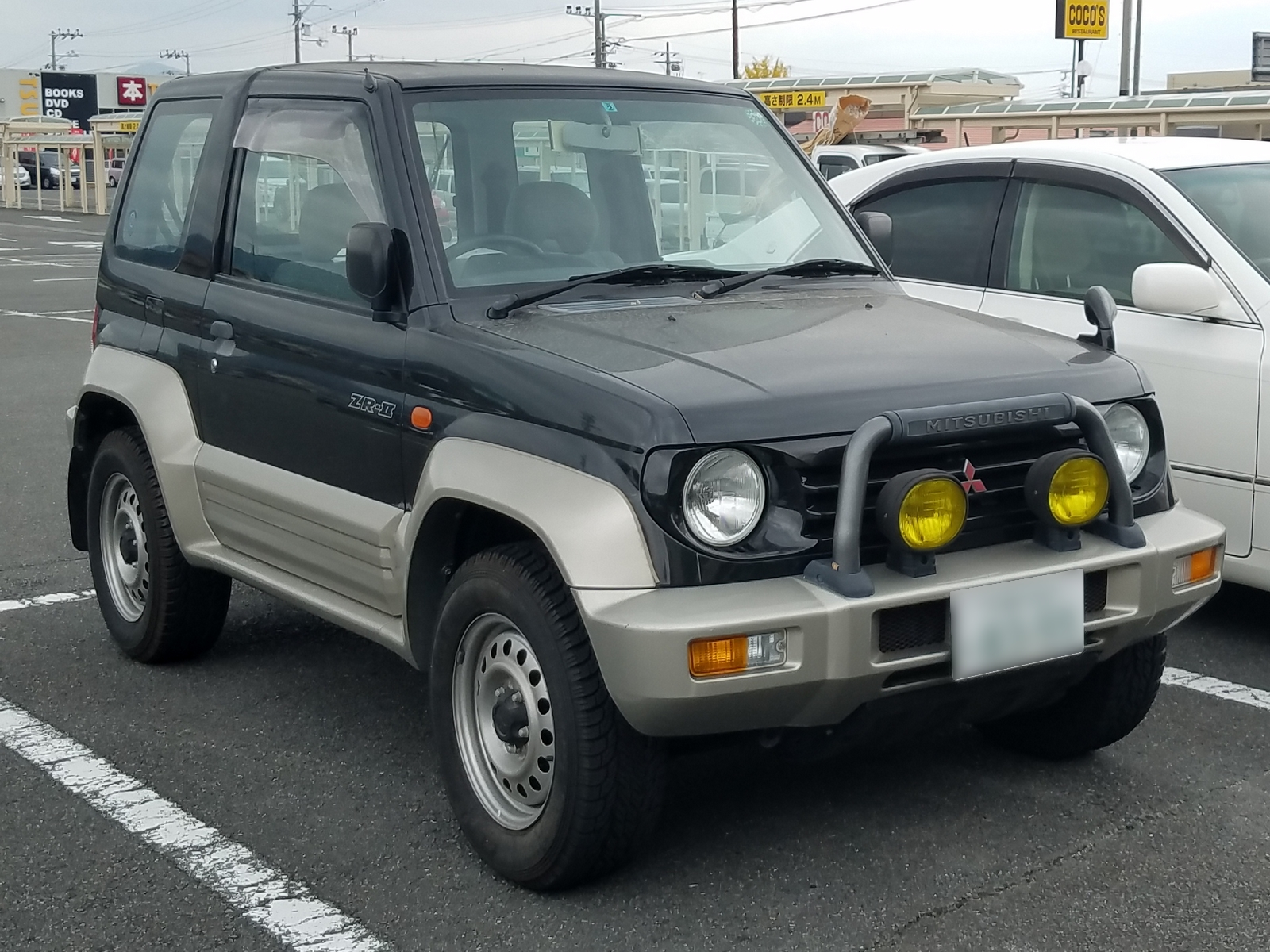
Mitsubishi Pajero Junior
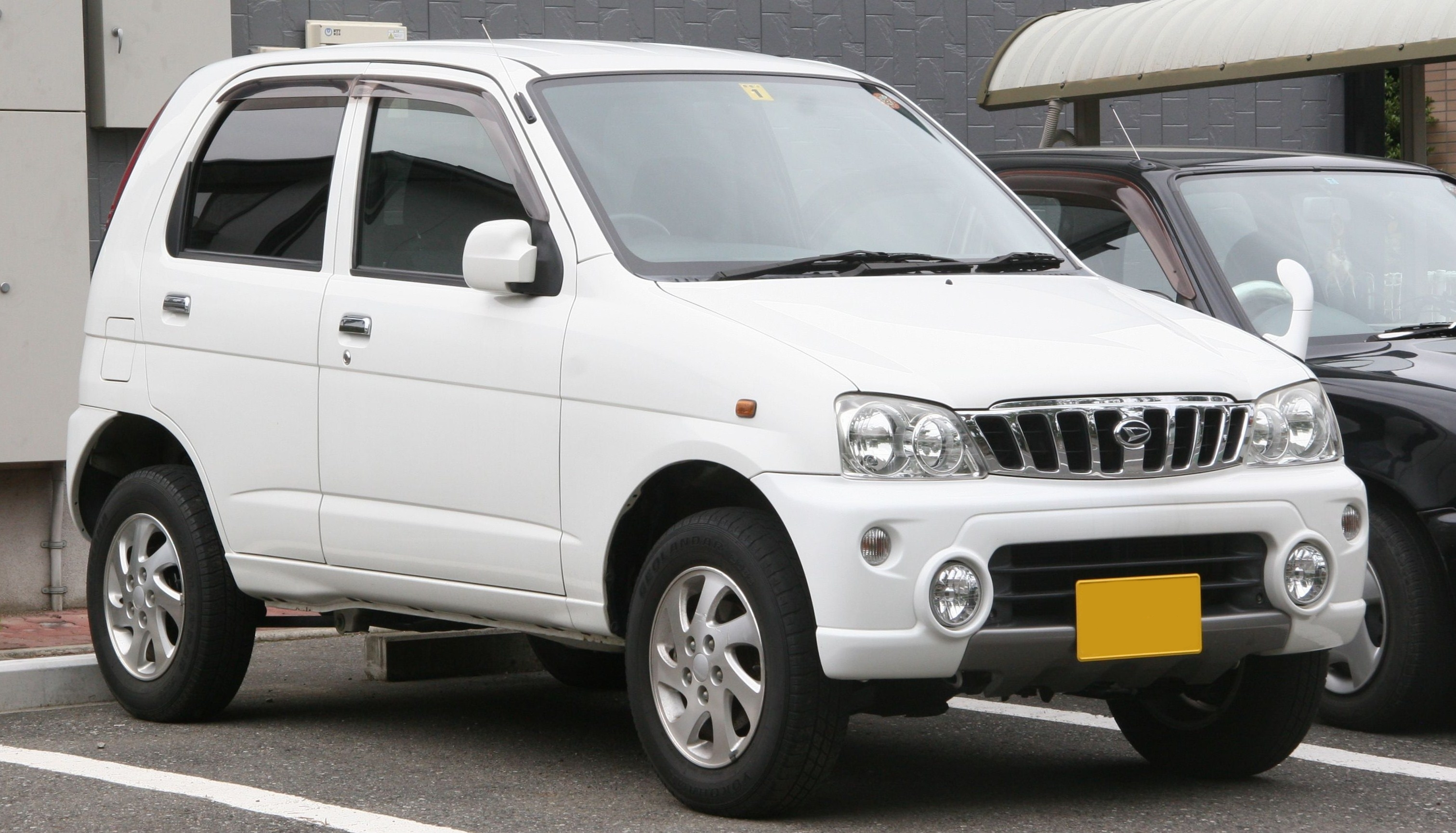
Daihatsu Terios Kid
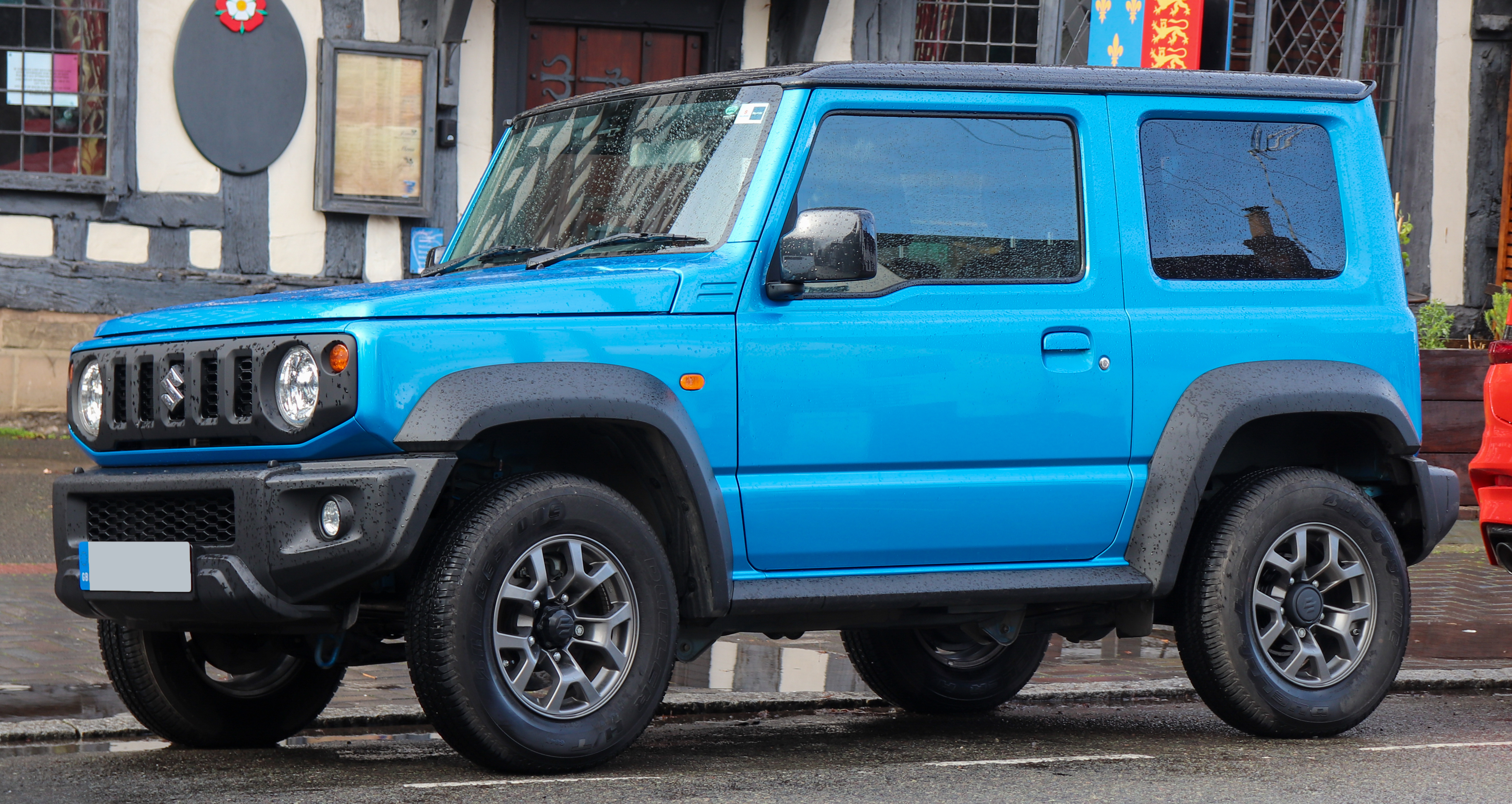
Suzuki Jimny

### Subkompaktowe
Podobnie jak najmniejsze SUV-y, także i te o wielkości bliskiej lub przekraczającej 4 metry oraz odpowiadające wielkości samochodom osobowym segmentu B, często charakteryzują się cechami samochodów terenowych jak napęd AWD, reduktor czy podwyższony prześwit. Jednymi z pierwszych tego typu samochodów były radziecka, a później rosyjska, Łada Niva, a także rumuńskie ARO 10. W XXI wieku subkompaktowe SUV-y spopularyzowane zostały głównie za zasługą Forda EcoSporta i Jeepa Renegade'a. Małe SUV-y z właściwościami pozwalającymi na jazdę w gorszych warunkach drogowych pozostają stosunkowo marginalną koncepcją w gronie podwyższanych samochodów subkompaktowych. W stosunku do nich wyraźnie dominują spopularyzowane na przełomie drugiej i trzeciej dekady XXI wieku subkompaktowe crossovery, które nie tylko mają mniejszy prześwit, ale i oferują wyłącznie napęd przedni.

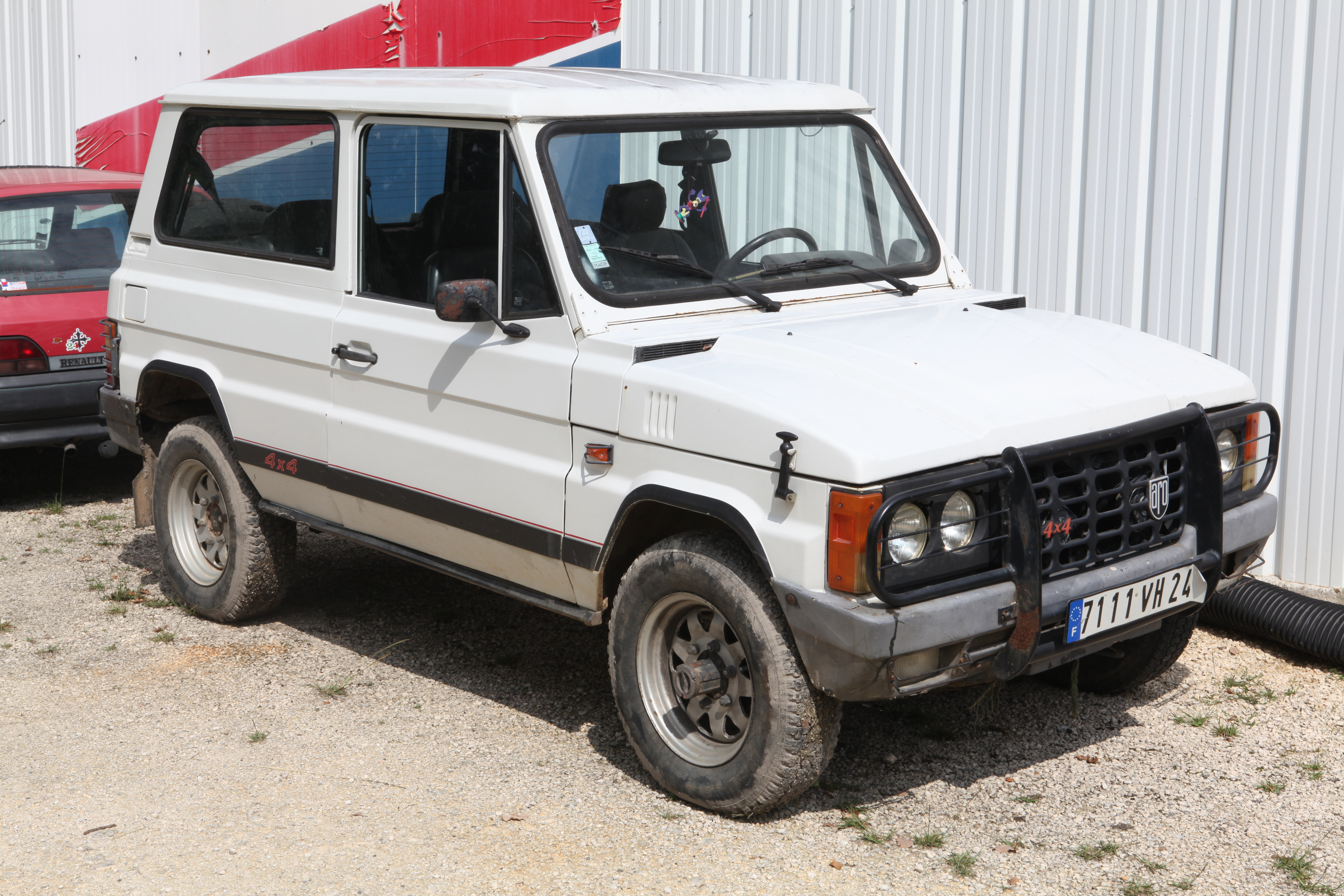
ARO 10
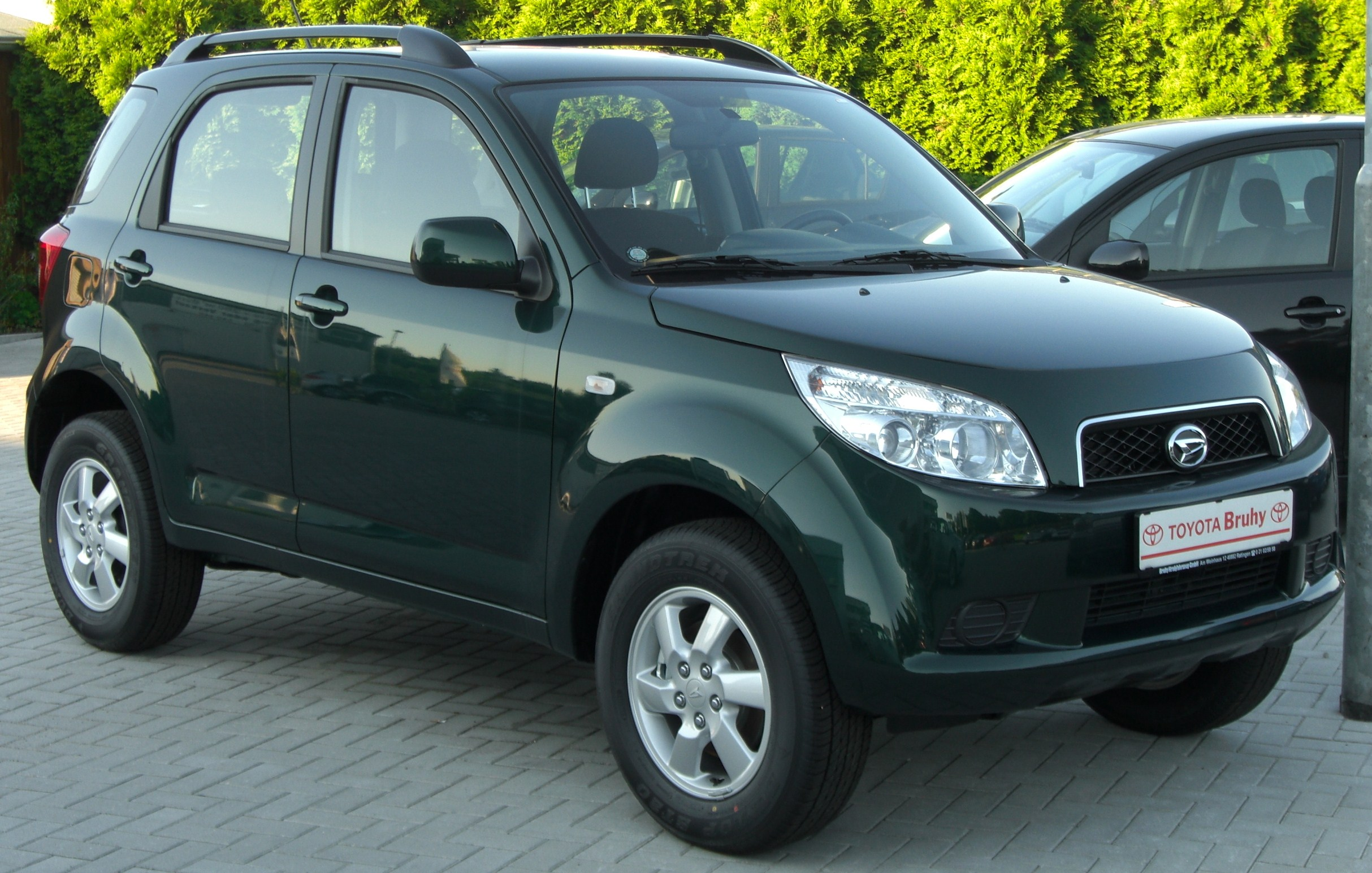
Daihatsu Terios
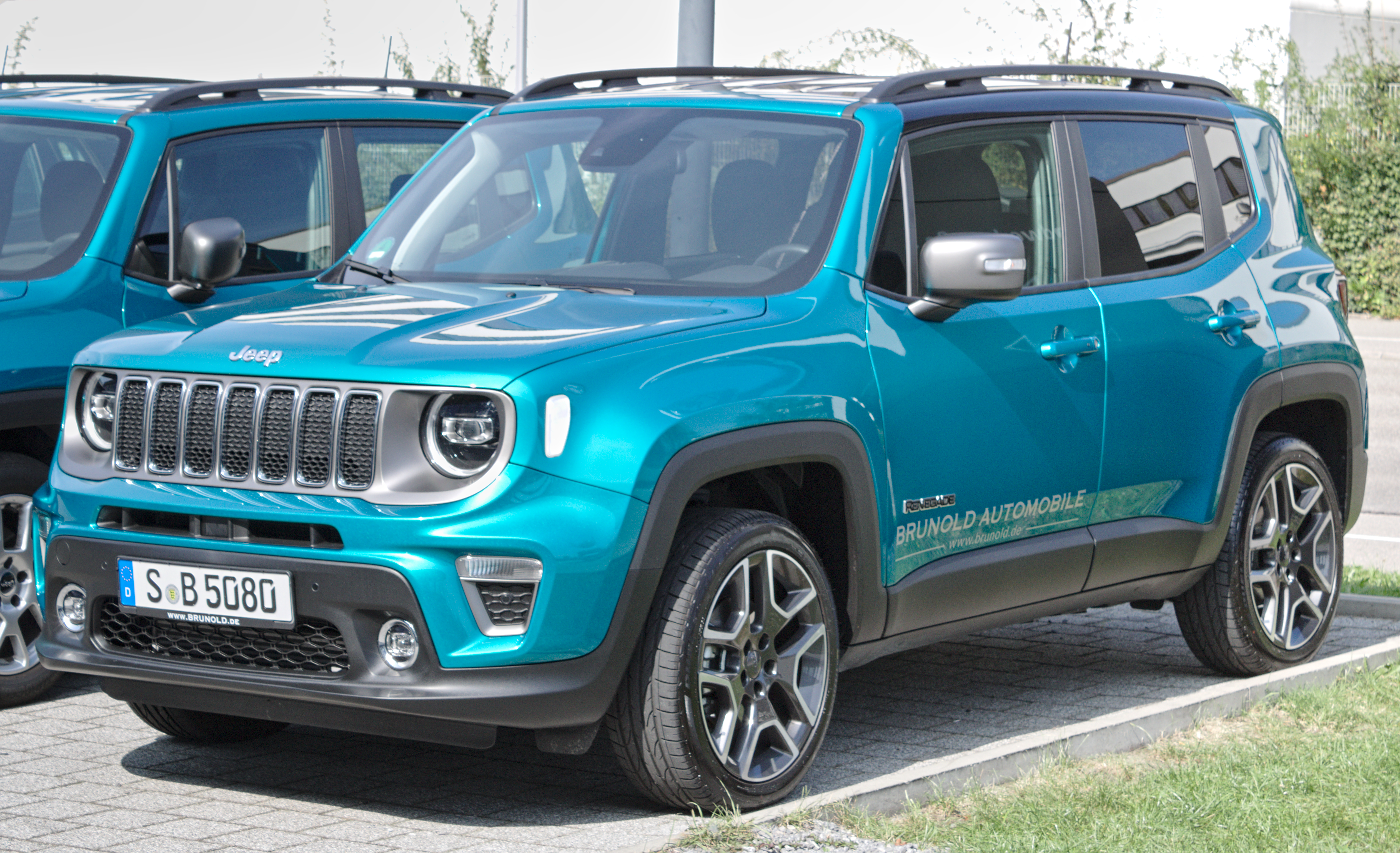
Jeep Renegade
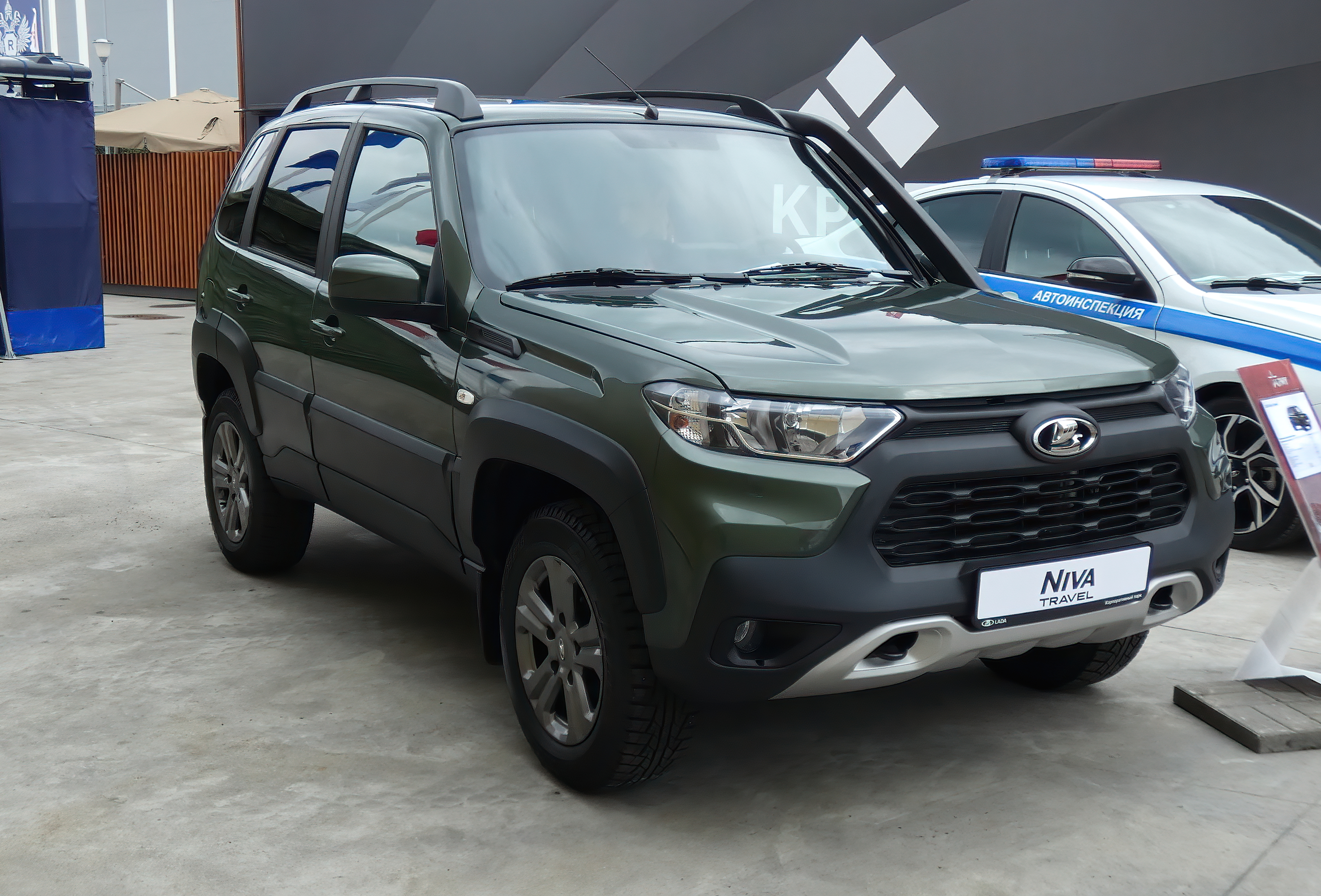
Łada Niva Travel

### Kompaktowe
Kompaktowe SUV-y to najpopularniejsza i najliczniej reprezentowana kategoria SUV-ów, o różnym charakterze, w większości oferując jednak standardowy lub opcjonalny napęd AWD i wyraźnie podwyższony prześwit. Przełomowym modelem przyczyniającym się dla wzrostu popularności była Honda CRV oraz  Toyota RAV4. W pierwszej dekadzie XXI wieku takie firmy jak Land Rover, Suzuki, Toyota czy Honda nawiązywały do estetyki samochodów terenowych bojowym wyglądem i kołem zapasowym przymocowanym do klapy. Następnie, wraz ze wzrosem popularności crossoverów, kompaktowe SUV-y utraciły te cechy na rzecz bardziej stonowanej estetyki, która zdobyła szczególną popularność. Z tego powodu, kompaktowe SUV-y i crossovery są często zestawiane ze sobą naprzemiennie jako jedna zbiorcza grupa.

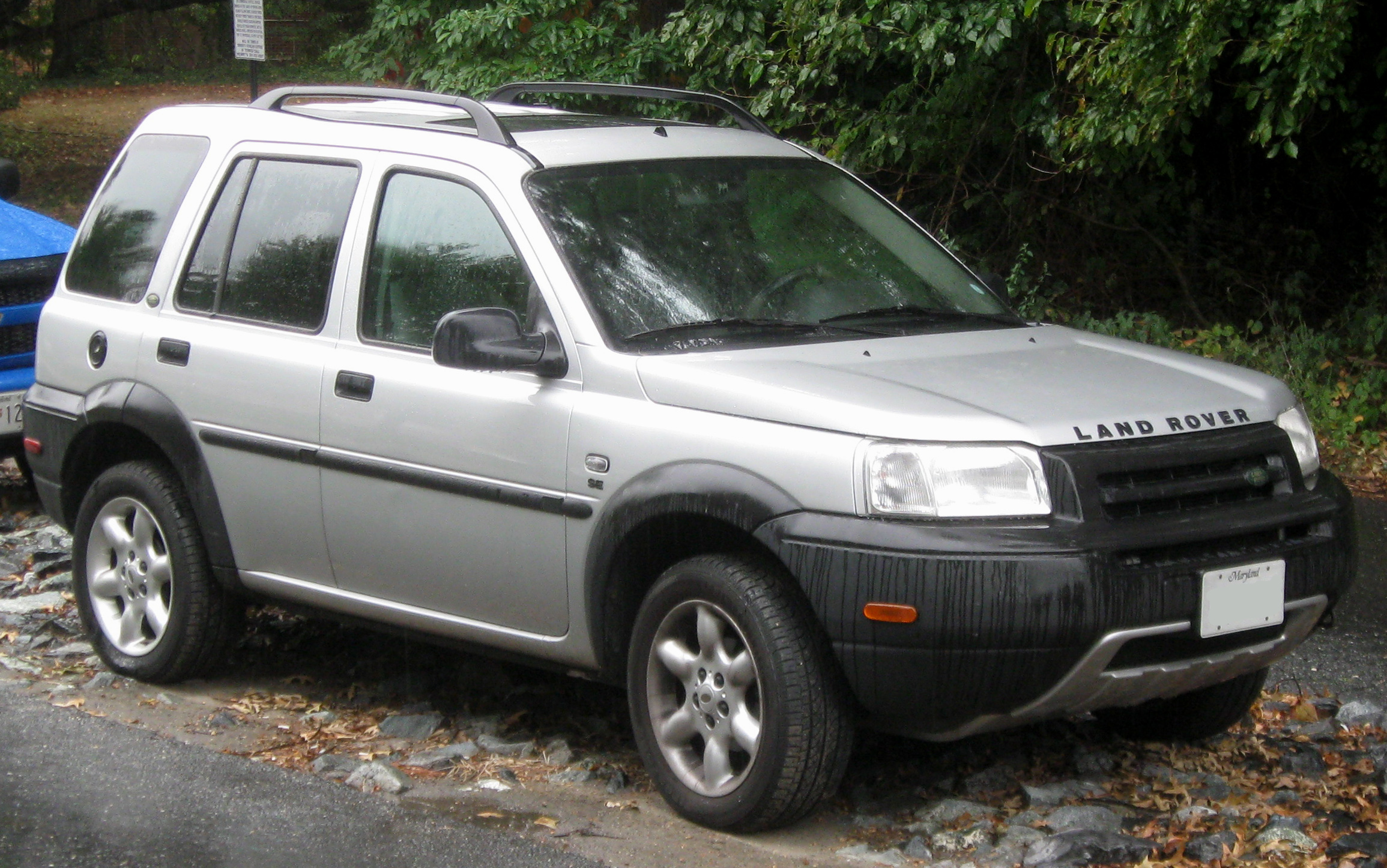
Land Rover Freelander
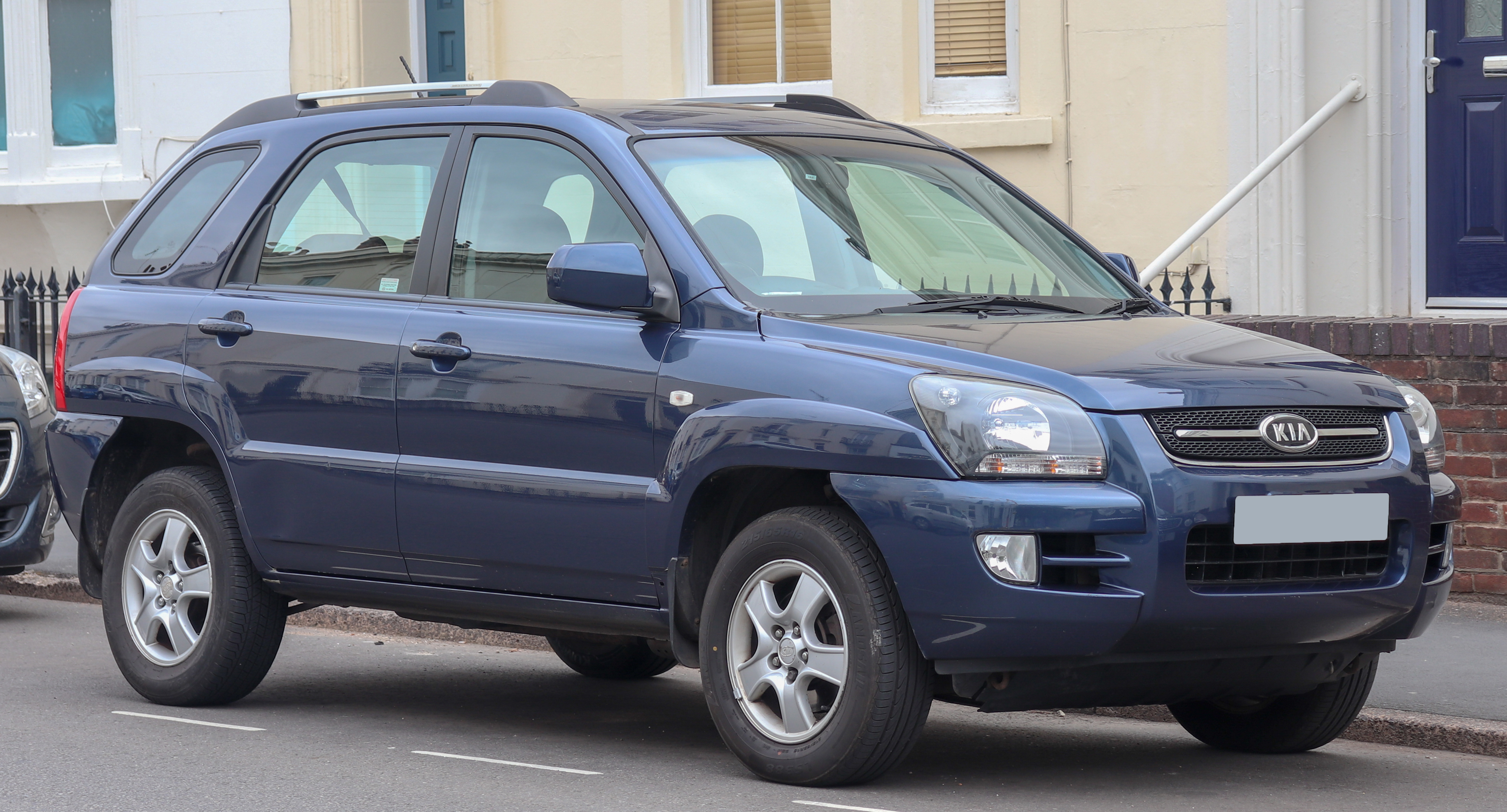
Kia Sportage
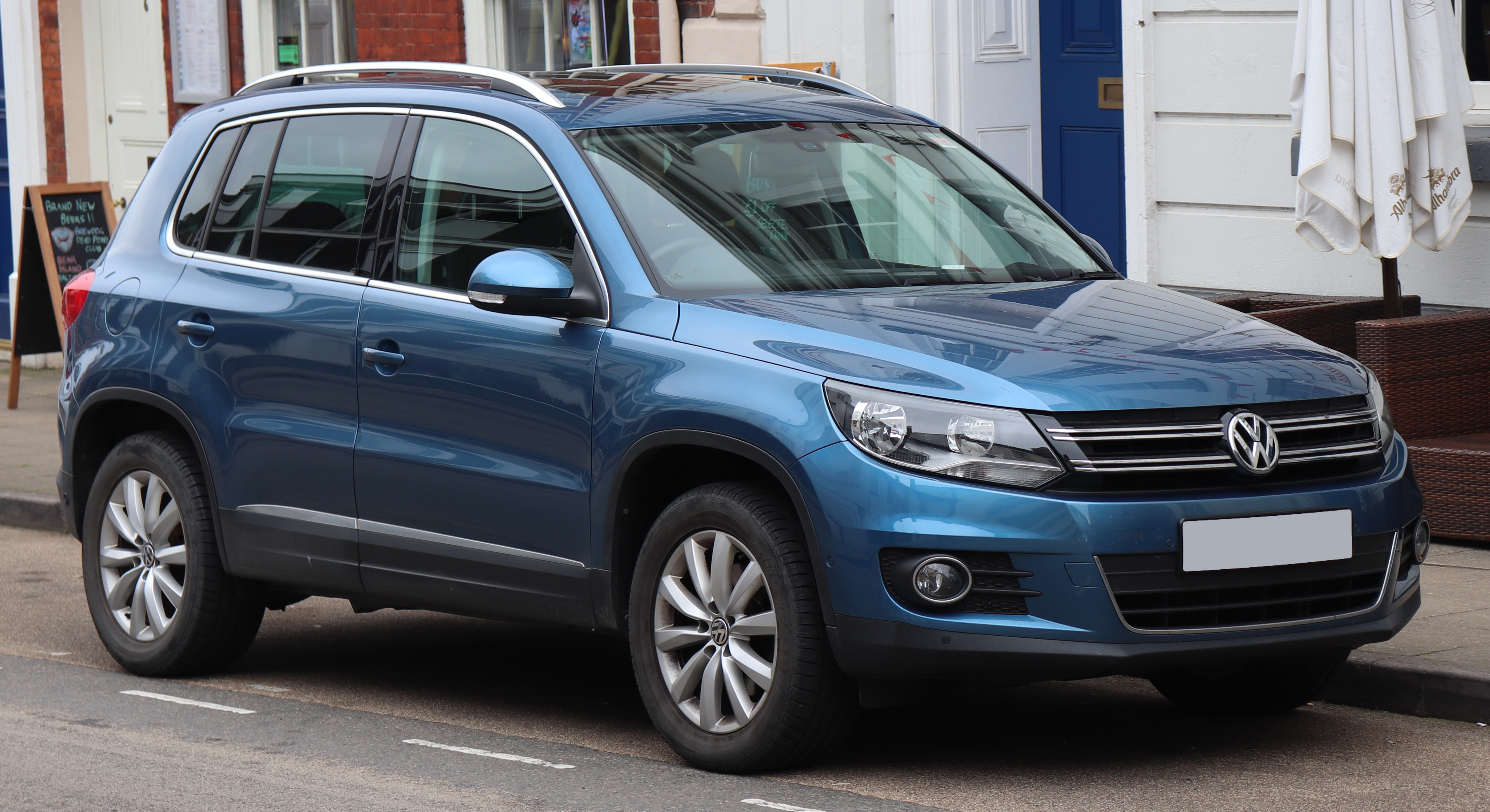
Volkswagen Tiguan
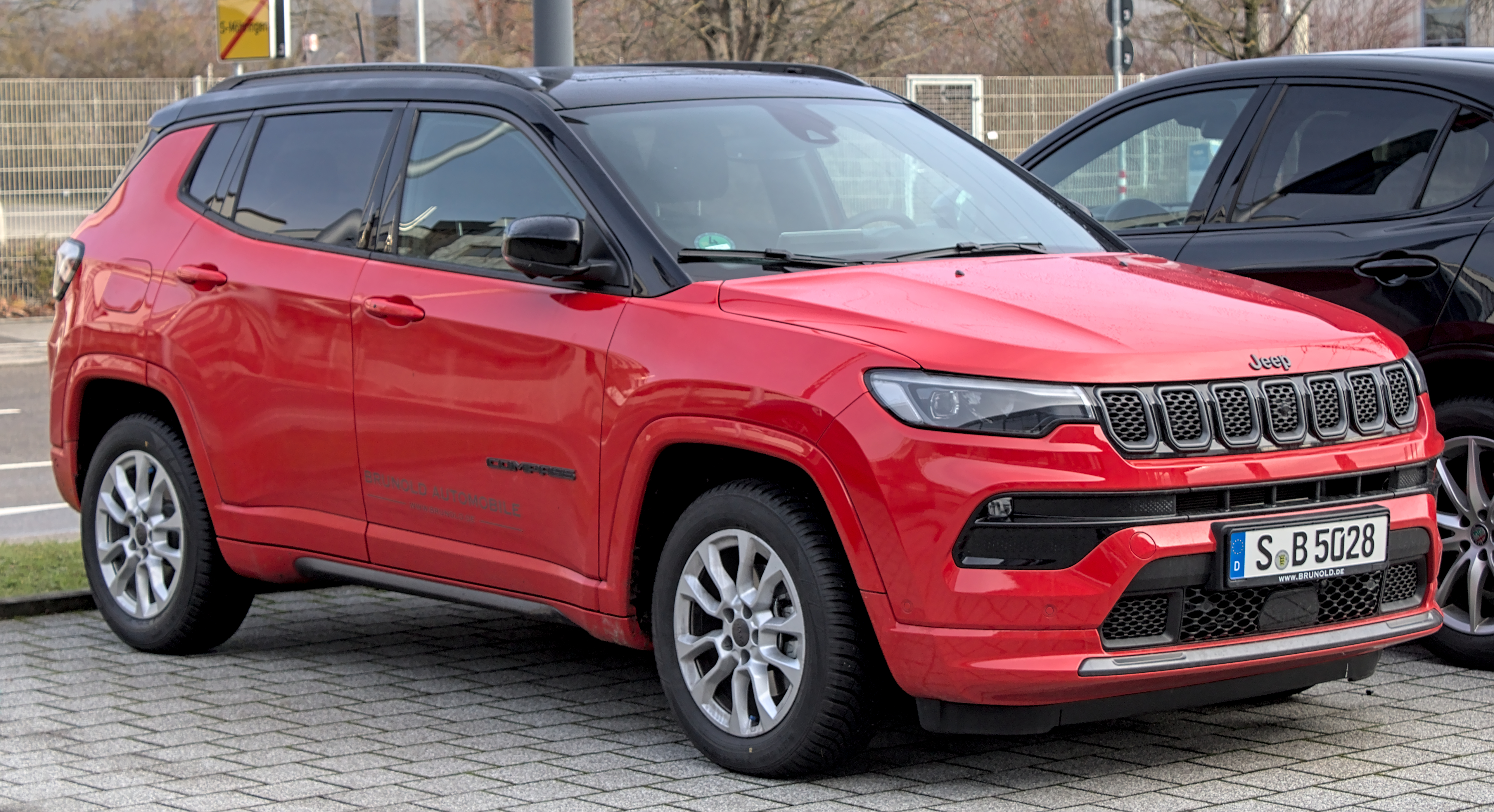
Jeep Compass

### Klasy średniej
Większą, bardziej przestronną alternatywą dla SUV-ów kompaktowych są SUV-y klasy średniej, które często wskutek tendencji wzrostu wymiarów zewnętrznych z generacji na generację wyewoluowały z mniejszych klas jak np. Honda CR-V czy Toyota RAV4. Samochody te nie cieszą się znaczącą popularnością w Europie w przypadku producentów samochodów popularnych, co udowadnia przykład drugiej generacji Renault Koleosa, a większe znaczenie posiadają tu producenci premium jak Audi czy Volvo. Głównym rynkiem zbytu dla średniej wielkości SUV-ów jest prede wszystkim rynek Ameryki Północnej.

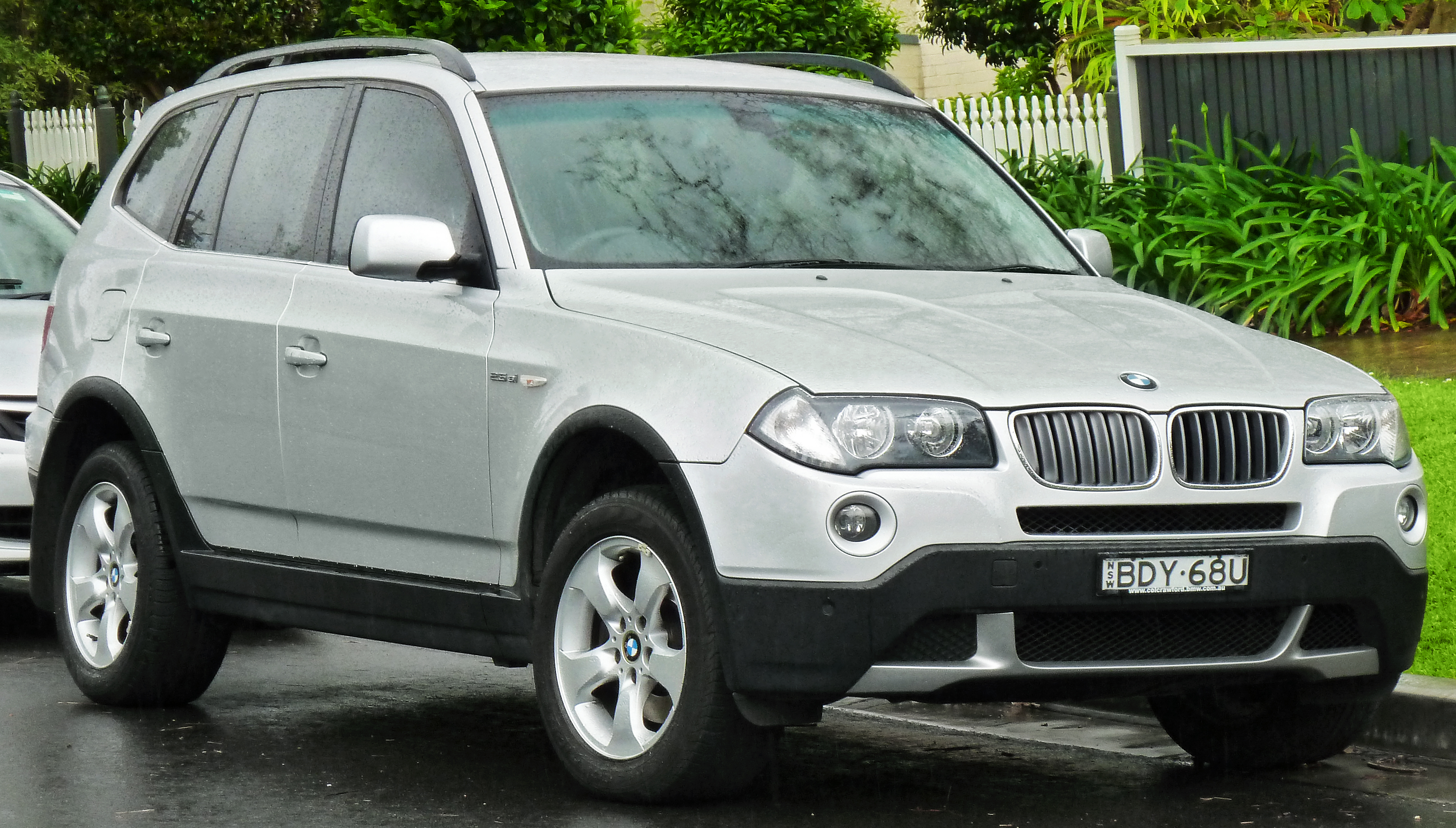
BMW X3
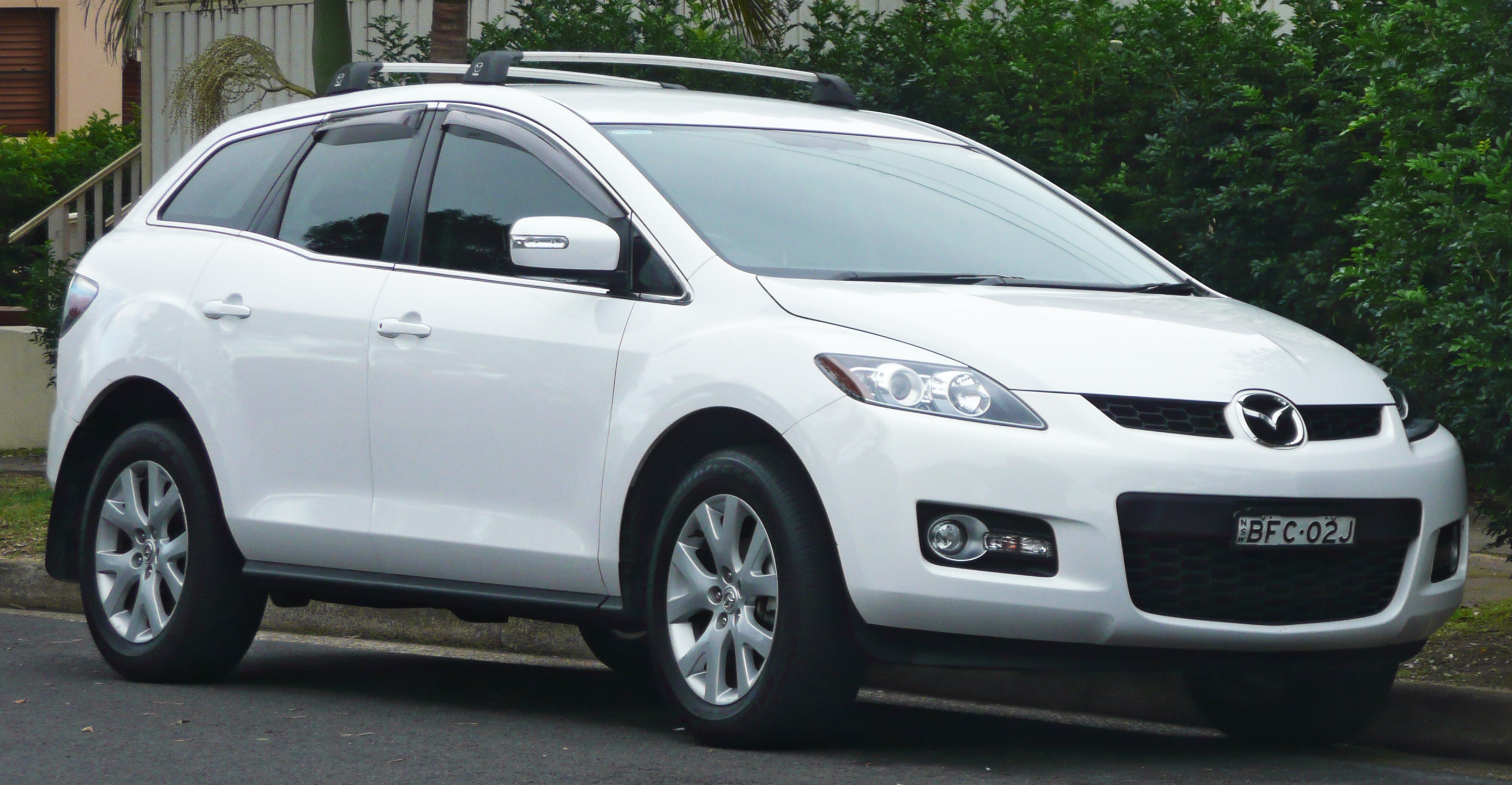
Mazda CX-7
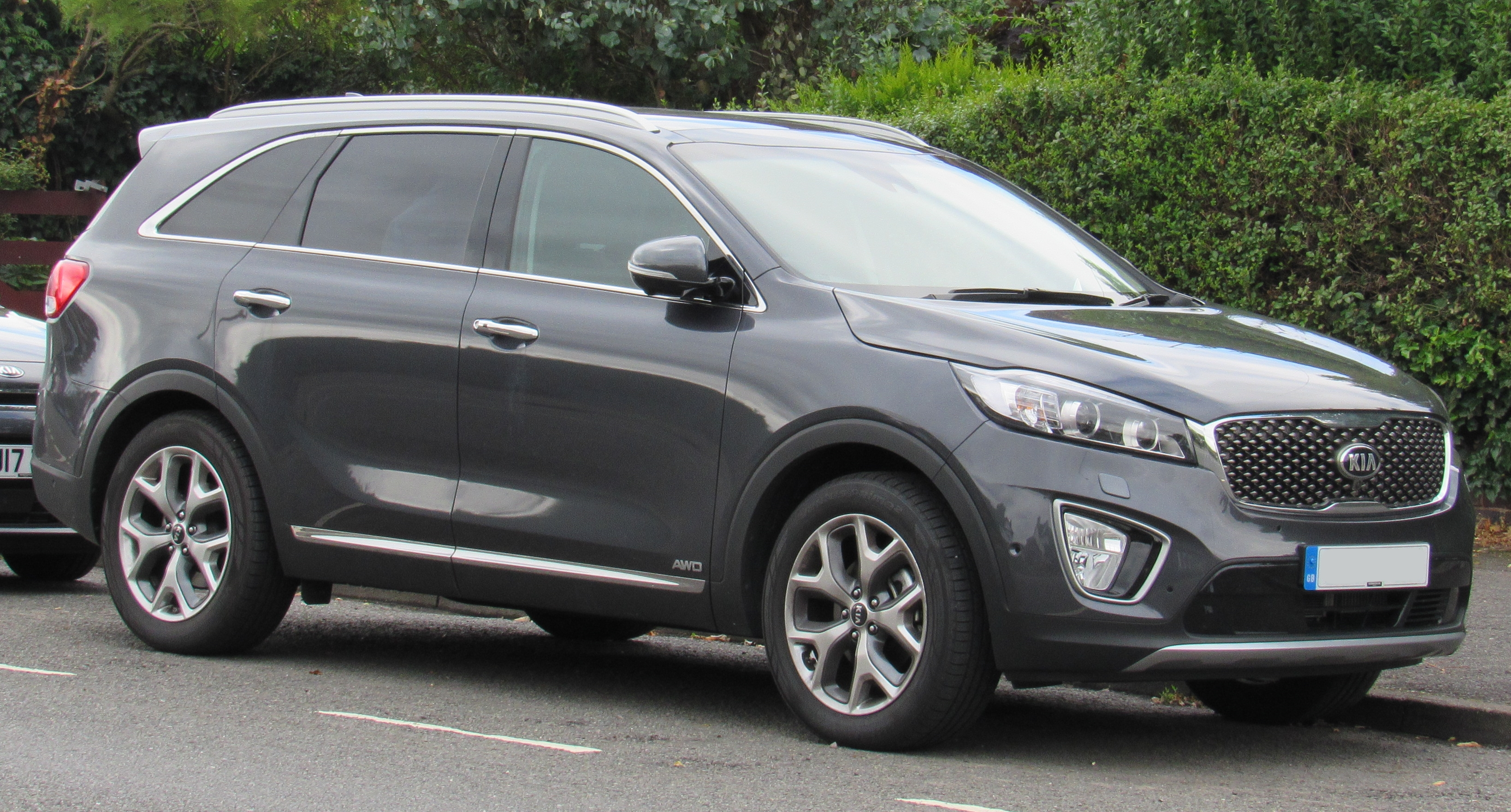
Kia Sorento
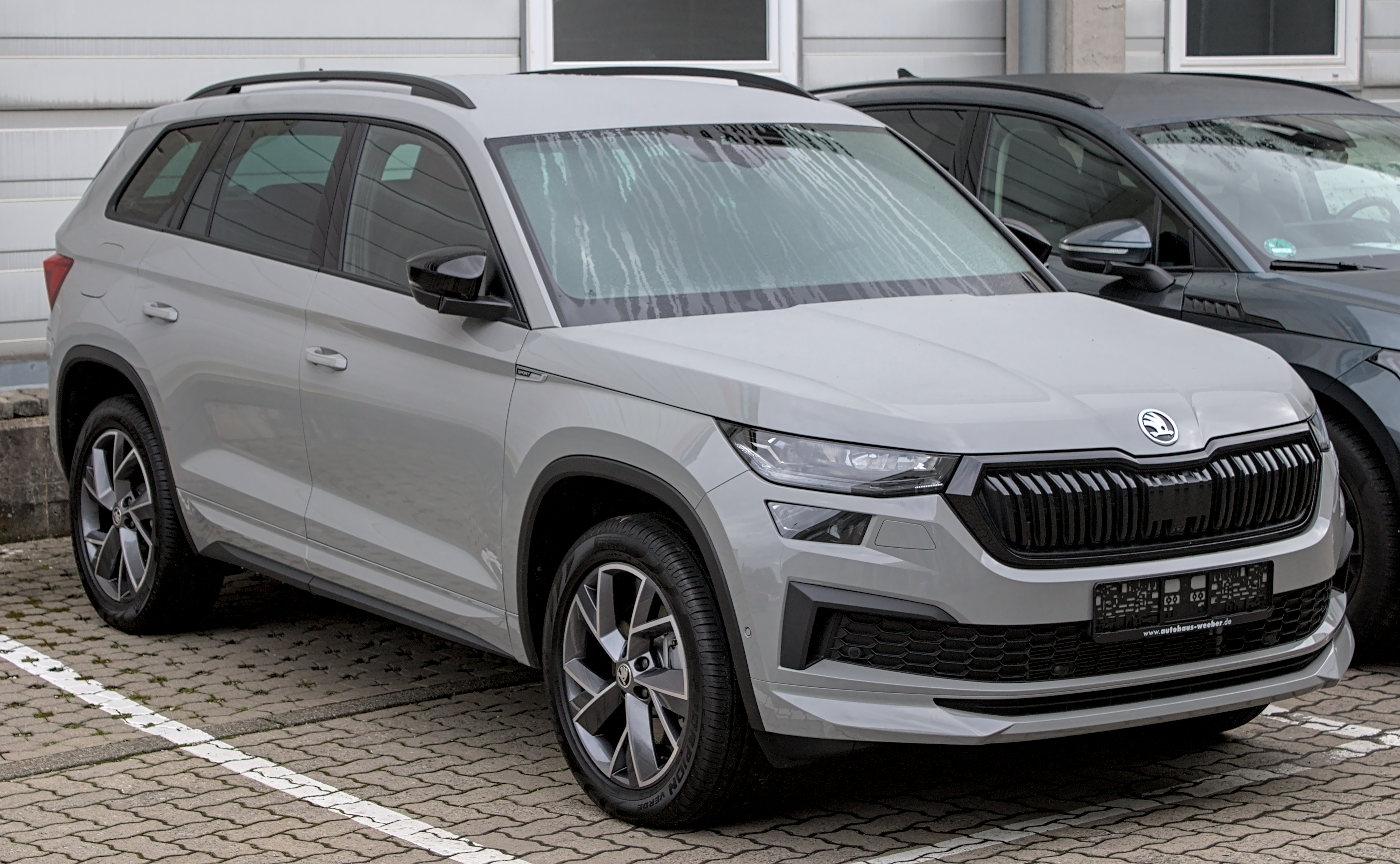
Škoda Kodiaq

### Klasy średniej-wyższej
Duże SUV-y spopularyzowane zostały za zasługą głównie producentów amerykańskich i japońskich za zasługą takich konstrukcji jak Jeep Grand Cherokee, Dodge Durango, Mitsubishi Pajero czy Nissan Patrol.  Samochody te budowane są z zachowaniem różnych koncepcji – niektórzy producenci nadają charakter ściśle luksusowy i drogowy, a inni koncentrują się na specyfice terenowej. To właśnie tej wielkości SUV-y współtworzą słynne samochody terenowe jak Jeep Wrangler, Land Rover Defender czy Toyota Land Cruiser.

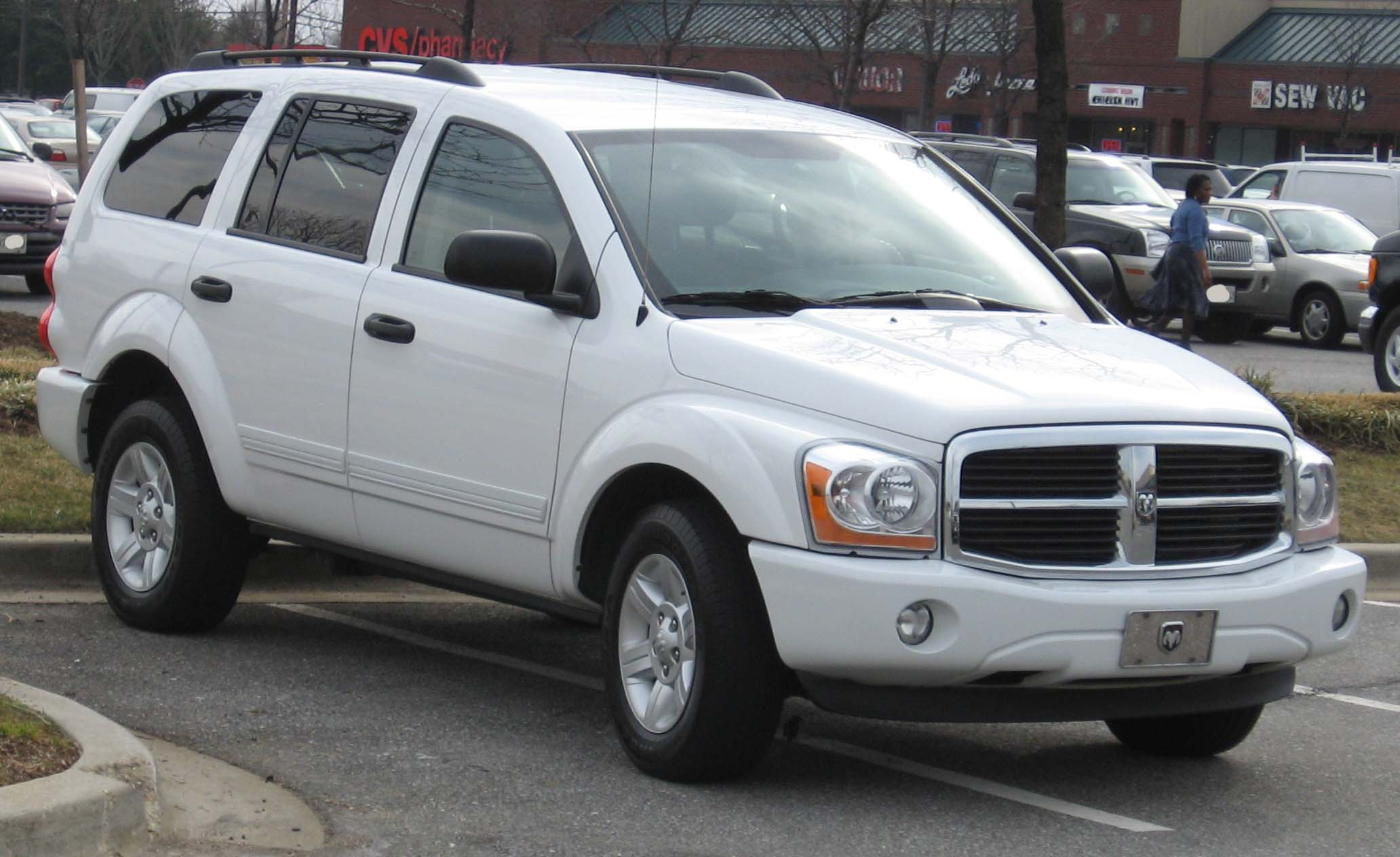
Dodge Durango
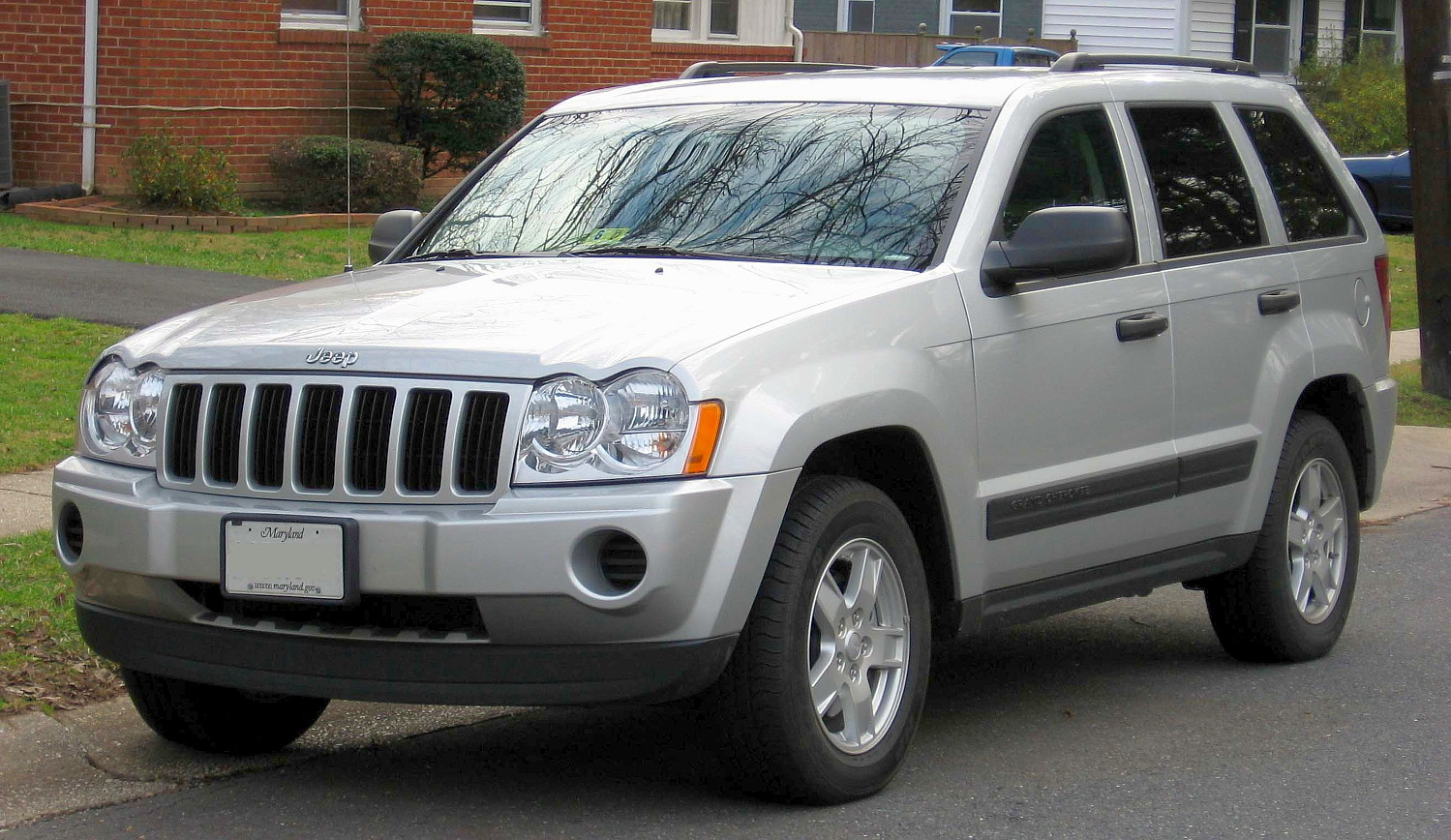
Jeep Grand Cherokee
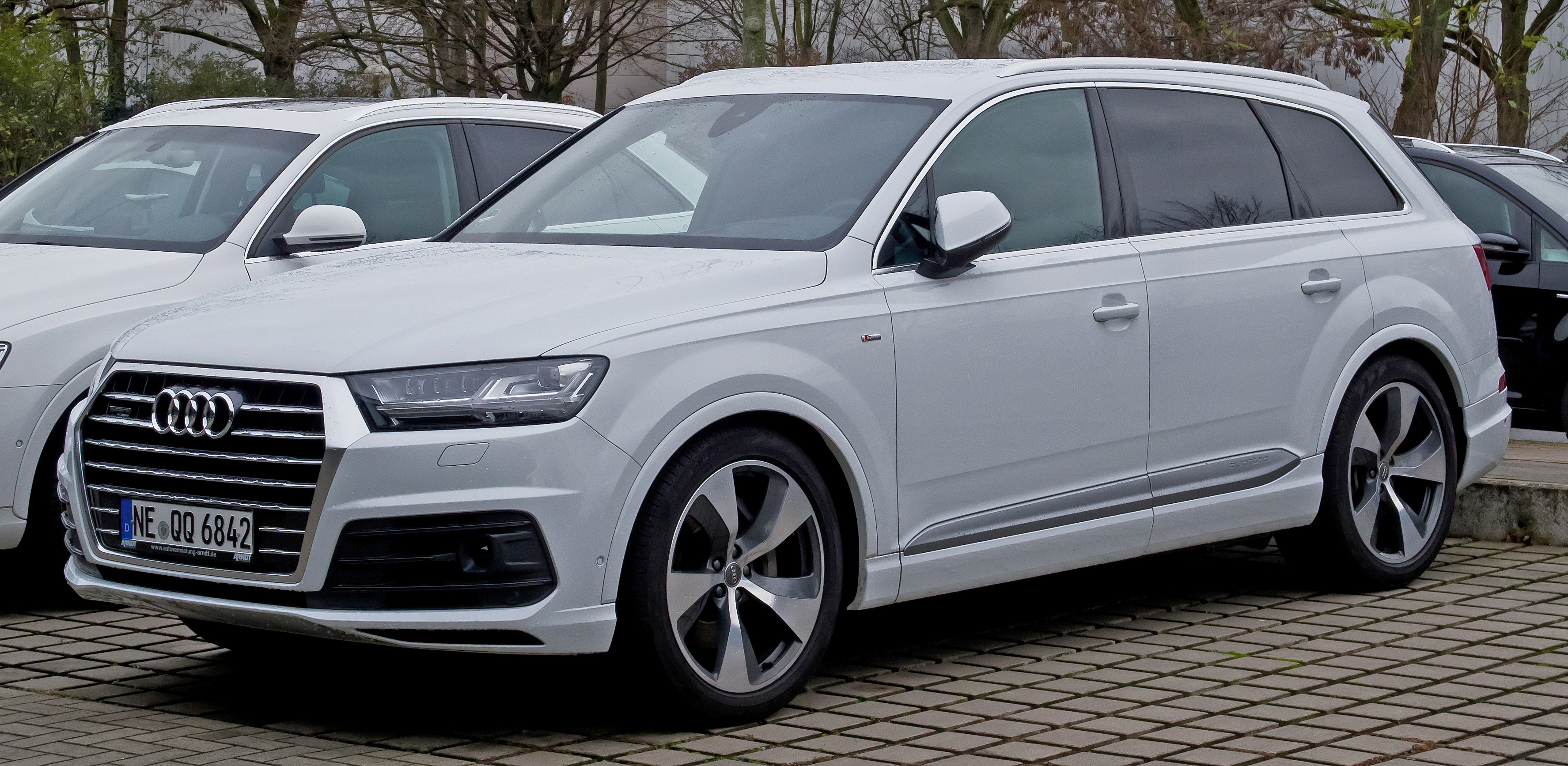
Audi Q7
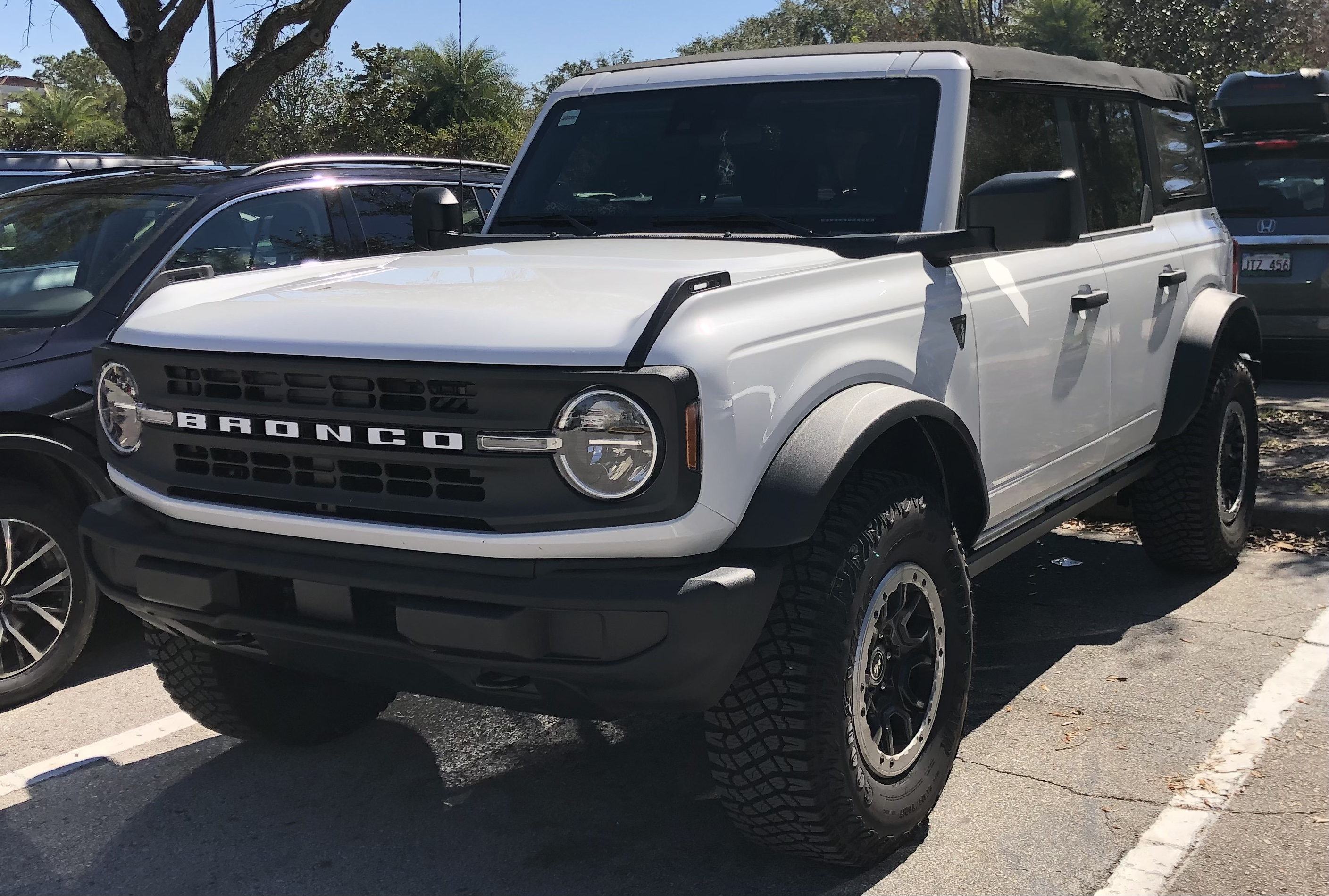
Ford Bronco

### Pełnowymiarowe
Prekursorskie dla klasy dużych SUV-ów o długości przekraczającej pułap 5 metrów były takie konstrukcje jak Cadillac Escalade czy Toyota Sequoia, które powstały specjalnie z myślą o rynku północnoamerykańskim. W XXI wieku samochody tego rozmiaru jako największe i najdroższe SUV-y w swojej ofercie rozpoczęły oferować także firmy europejskie z grona producentów samochodów luksusowych jak Mercedes-Benz z modelem GLS czy BMW z modelem X7. Pełnowymiarowe SUV-y, określane w USA jako full-size SUV, pozostają najpopularniejsze na takich rynkach jak kraje Ameryki Północnej.

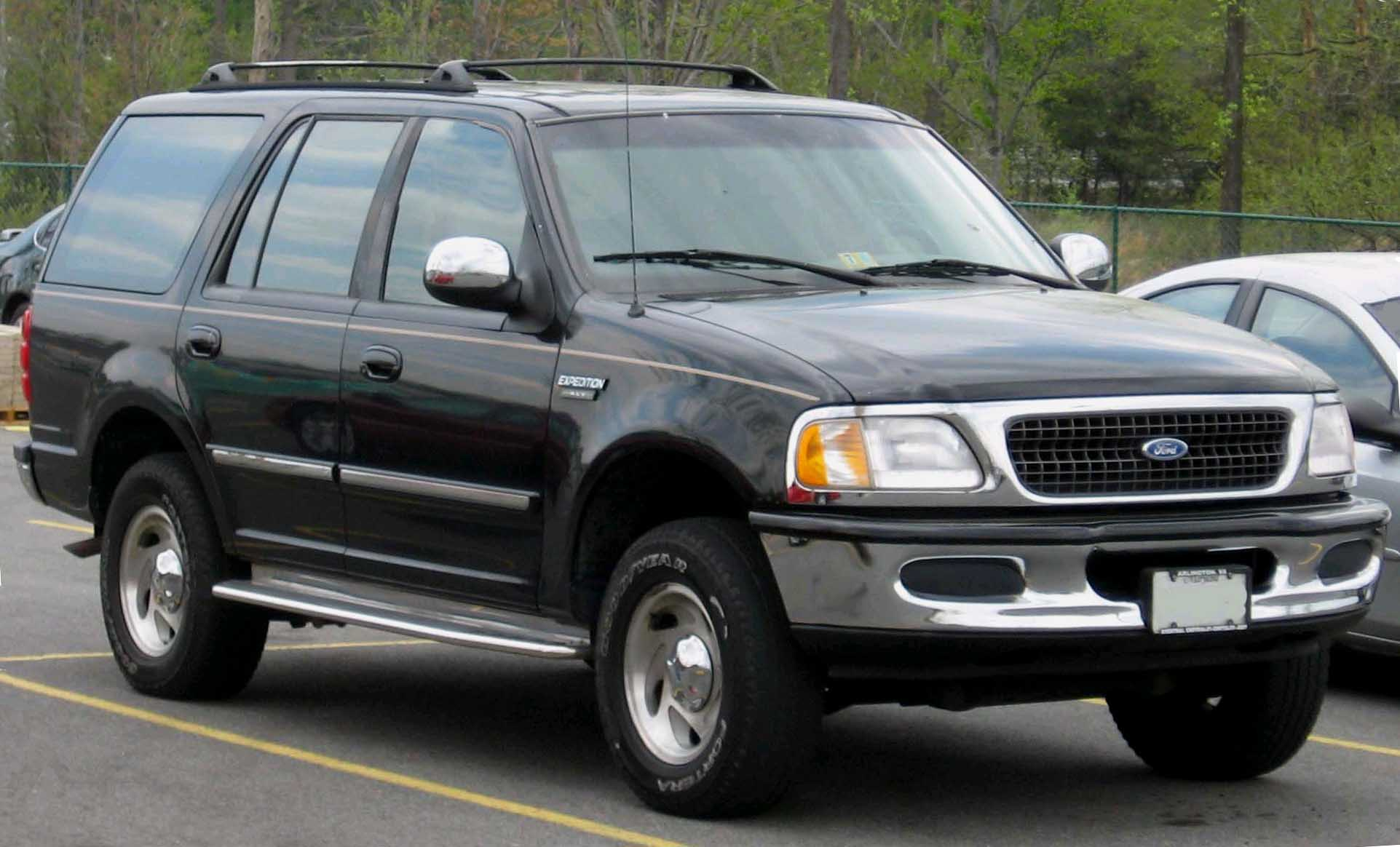
Ford Expedition
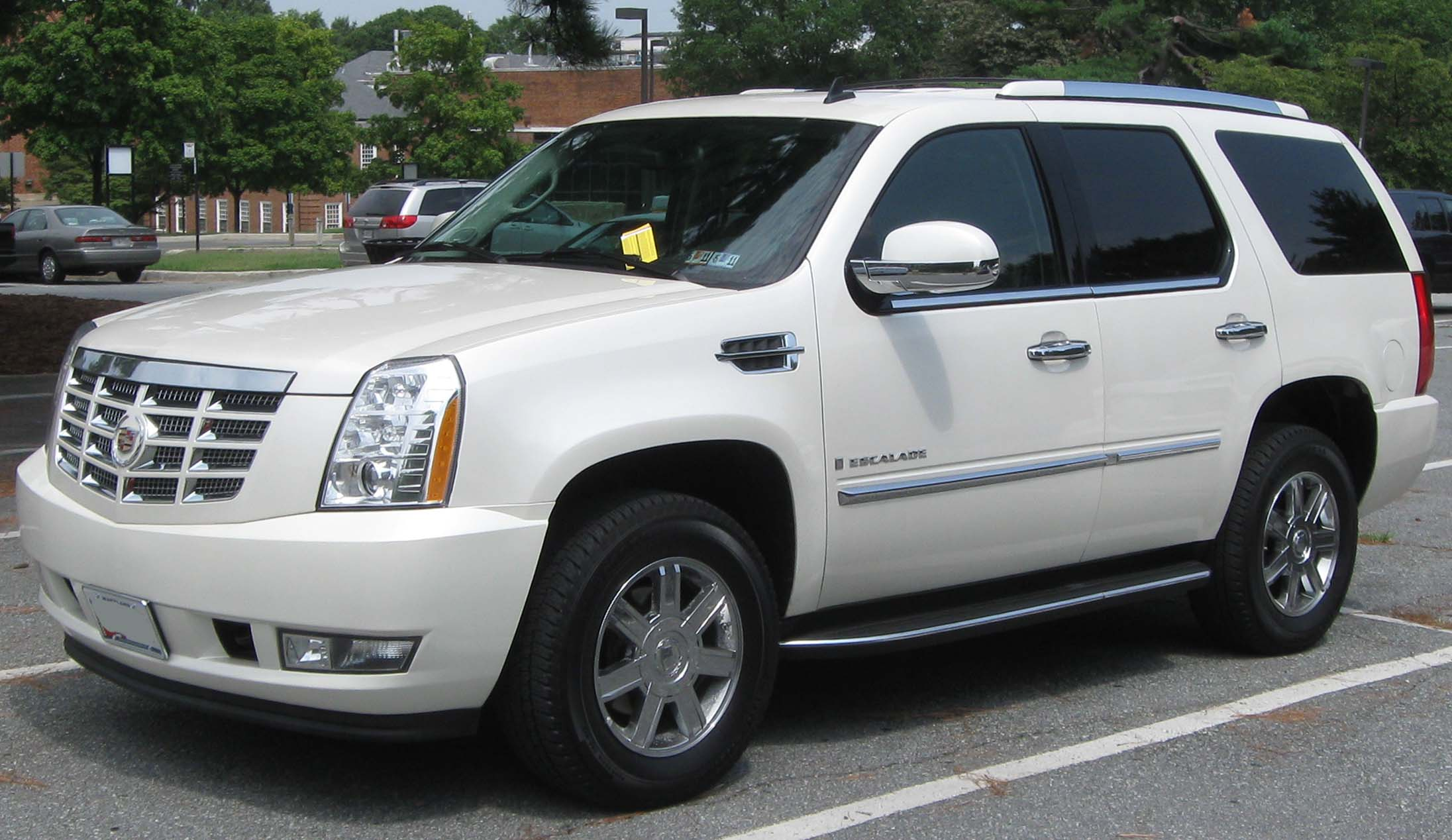
Cadillac Escalade
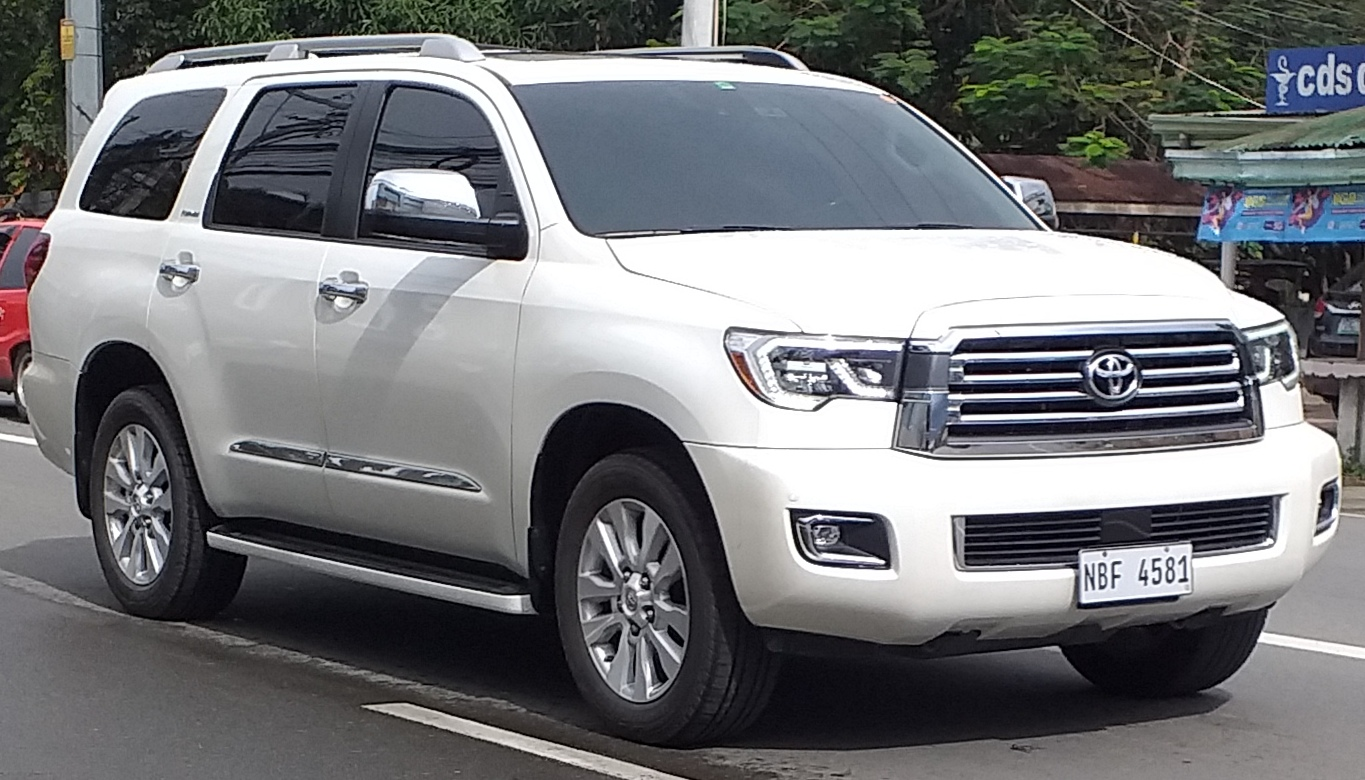
Toyota Sequoia
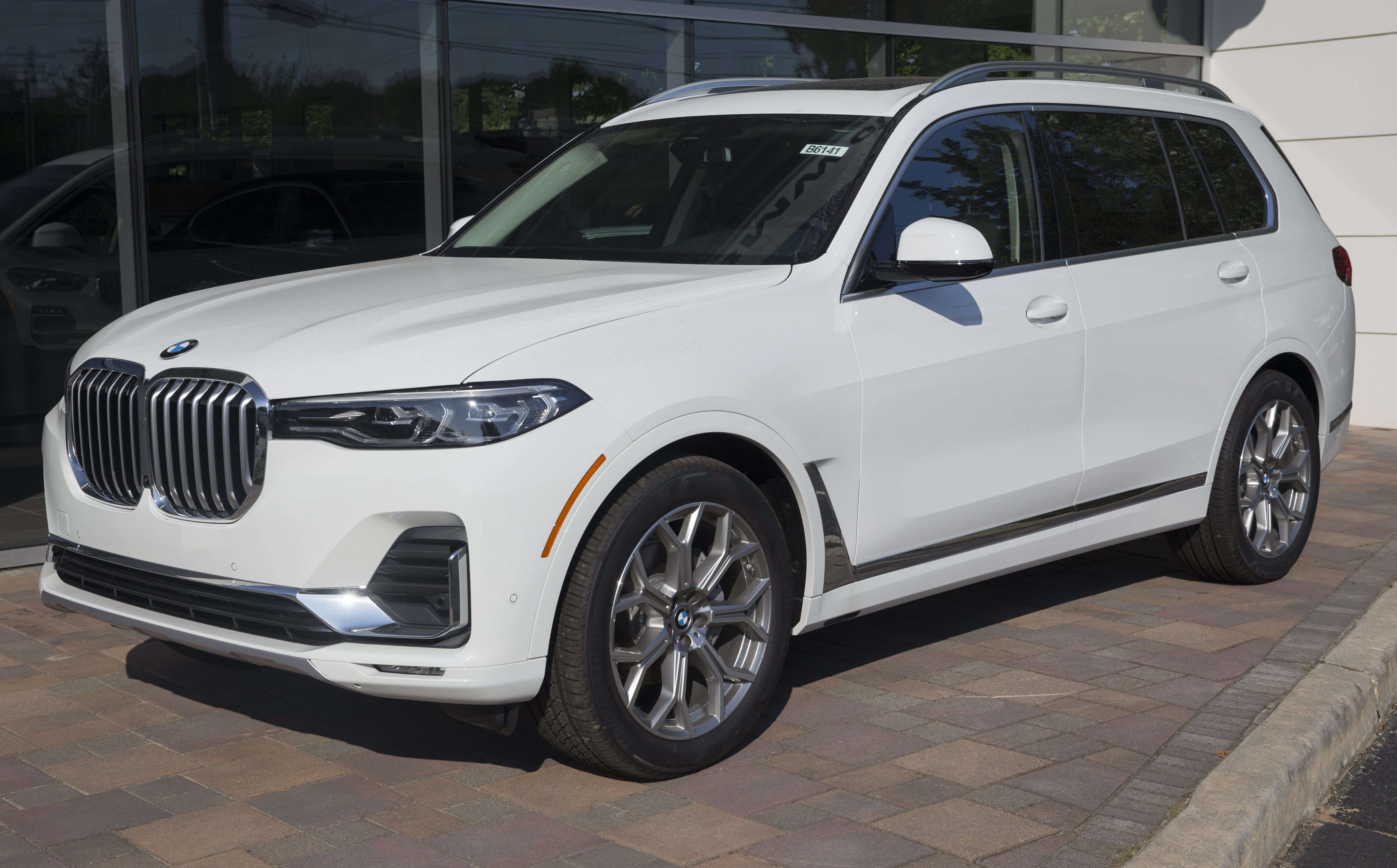
BMW X7

### XL
Skrajnym, największym rodzajem SUV-ów powstałym specjalnie z myślą o uwarunkowaniach przychylnego dużym samochodom rynków Ameryki Północnej, są te typu XL, które bazują głównie na bazie pełnowymiarowych SUV-ów i odróżniają się od nich trzema rzędami siedzeń oraz dłuższym rozstawem osi. Prekursorem tej odmiany SUV-ów był długi na ponad 5,7 metra Ford Excursion oraz skonstruowane po latach 90. XX wieku nowe generacje modelu Chevrolet Suburban wraz z bliźniaczymi konstrukcjami Cadillaka i GMC.

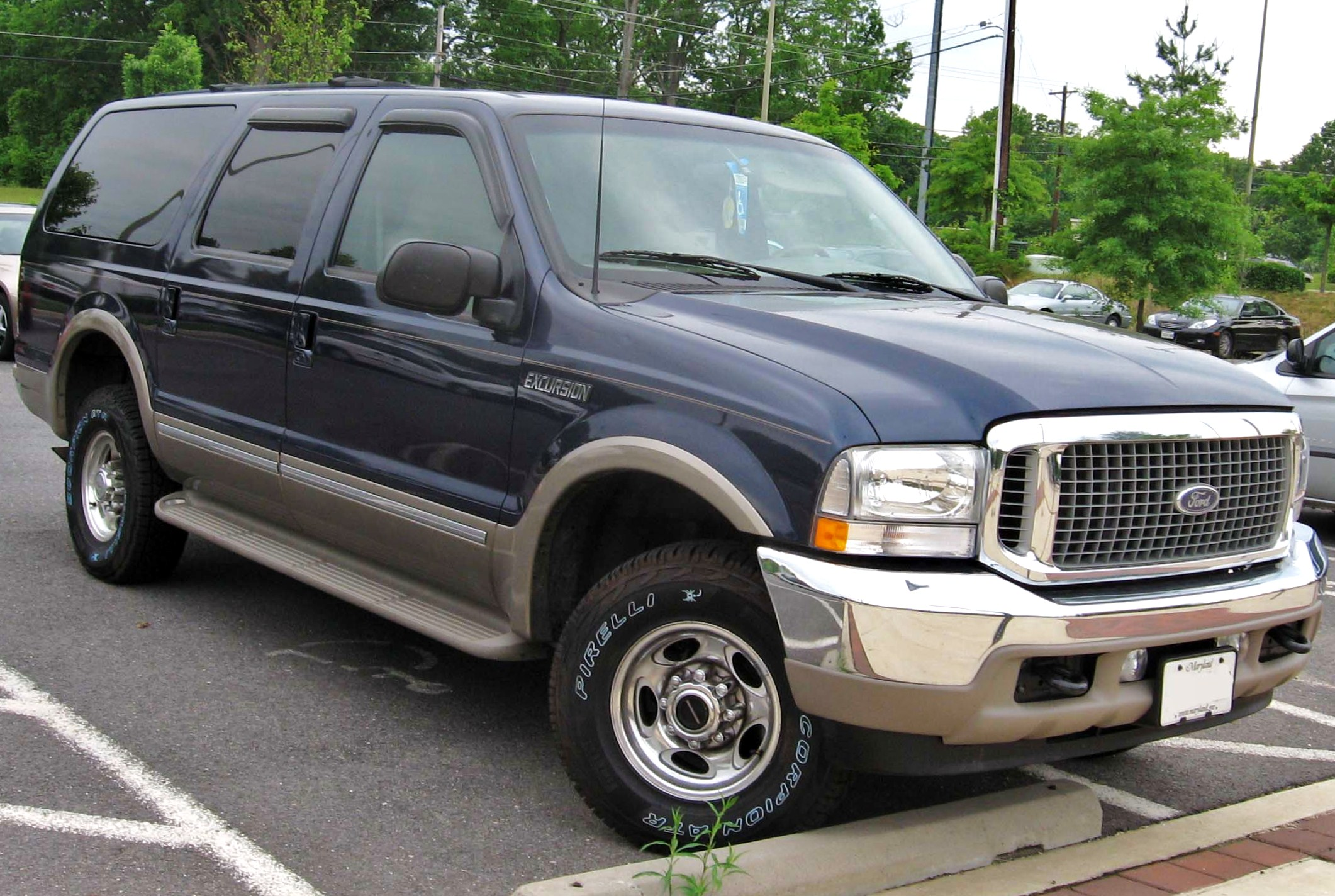
Ford Excursion
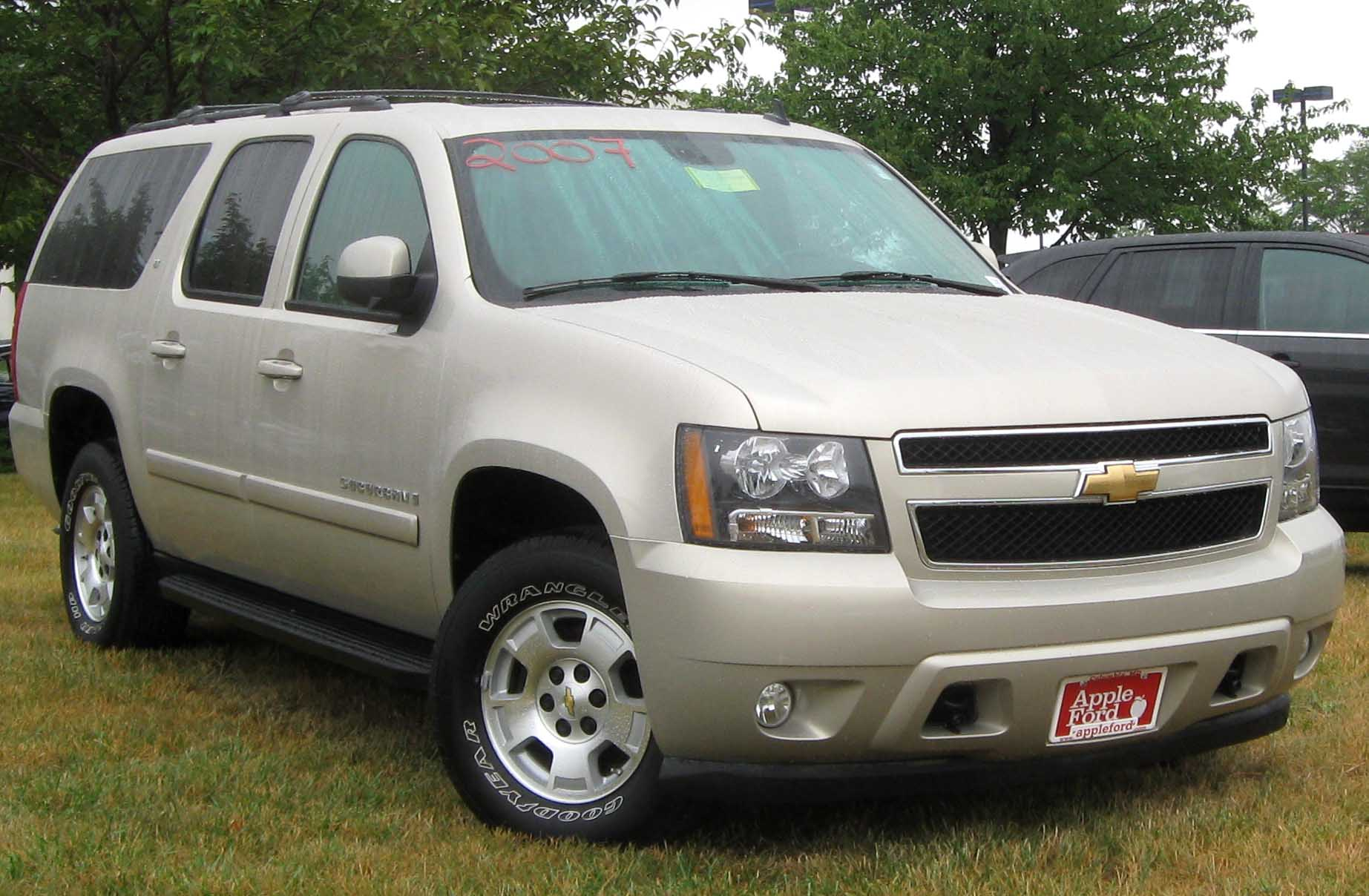
Chevrolet Suburban
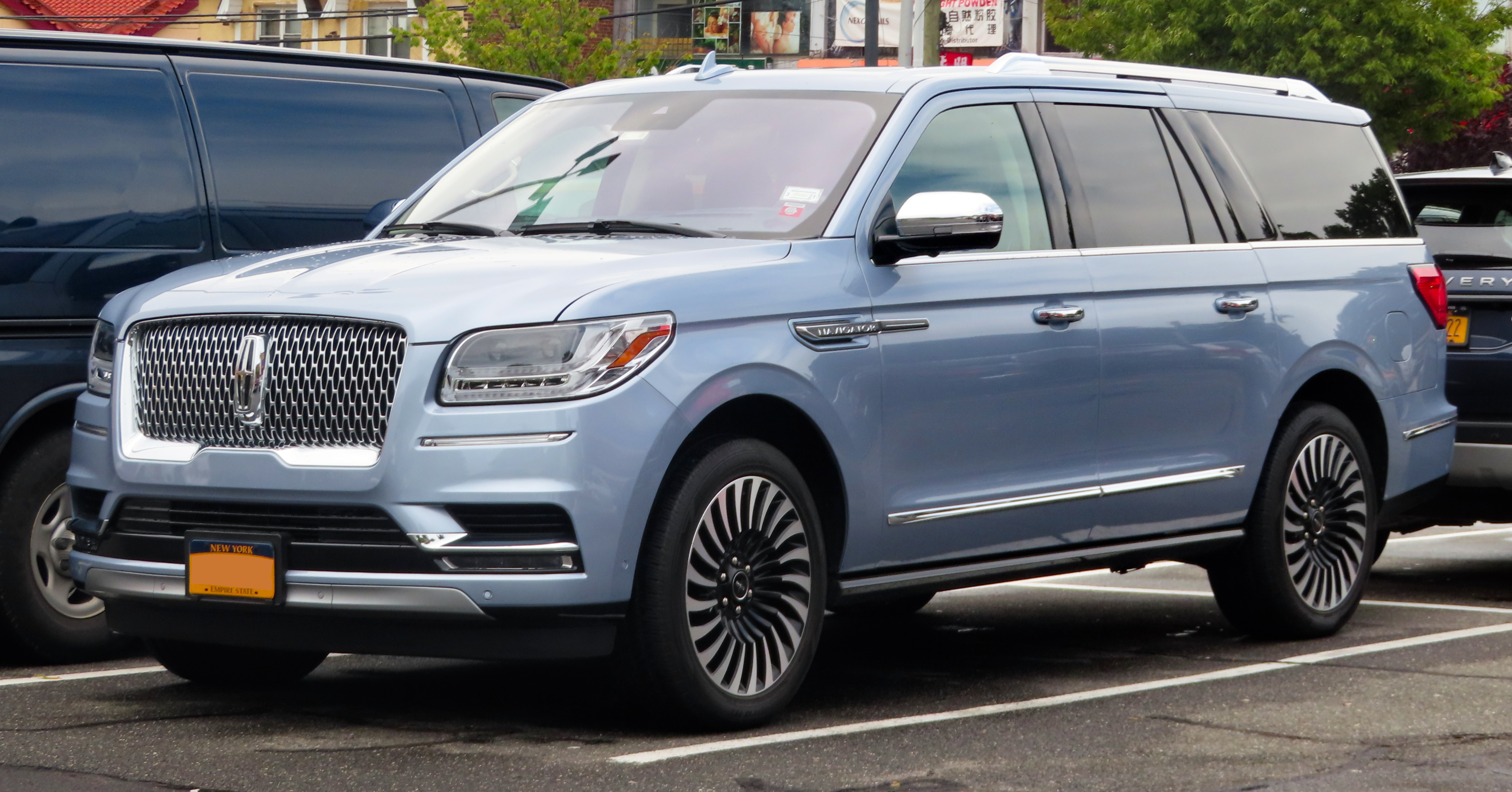
Lincoln Navigator L
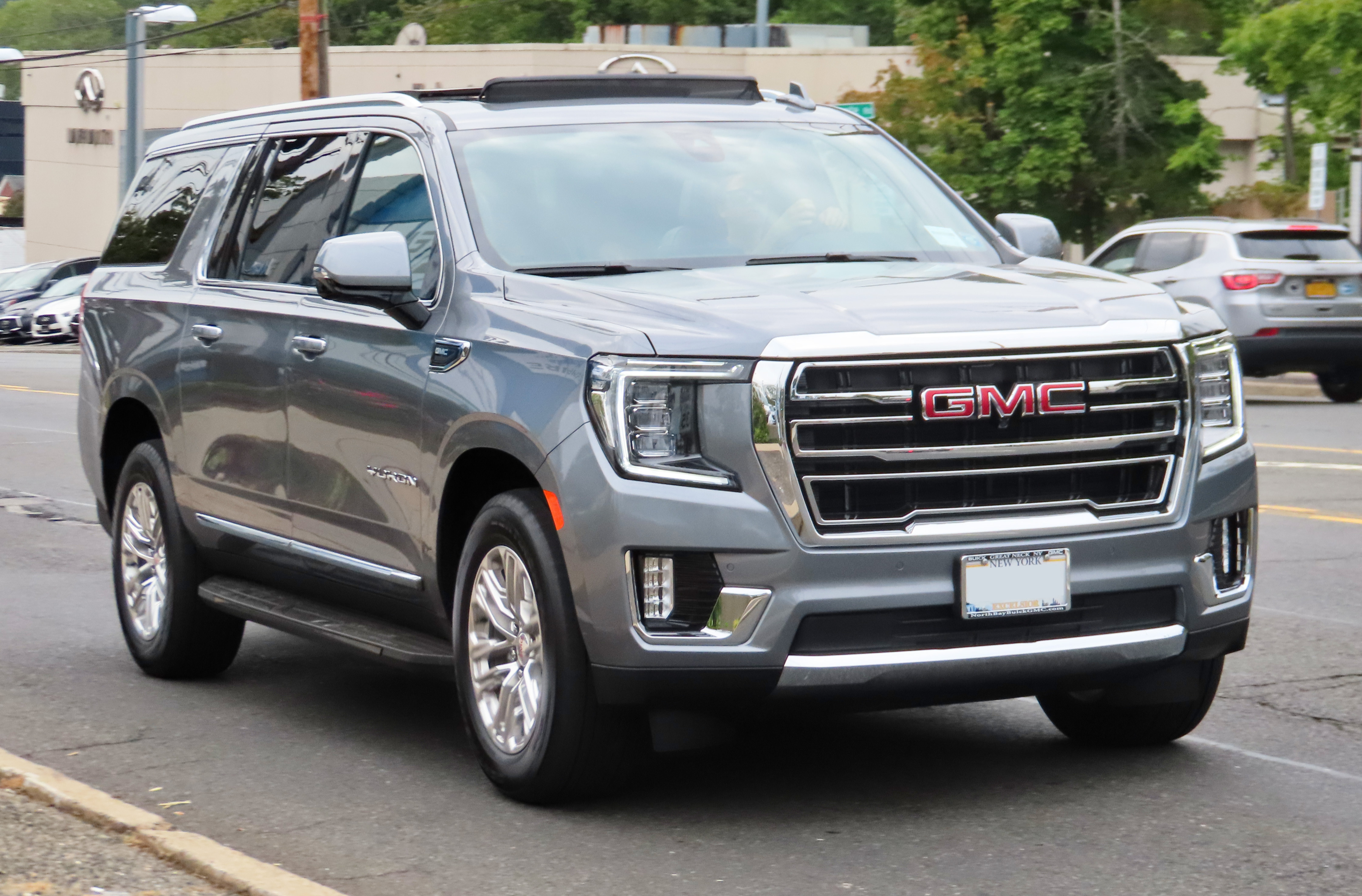
GMC Yukon XL

## SUV-y według nadwozia

### Klasyczne
Najpowszechniejszą postać, jaką przyjmują SUV-y, jest nadwozie 5-drzwiowe, z poziomo poprowadzoną linią dachu i przestrzenią bagażową podobną do samochodów typu kombi czy minivan. Niszową pododmianą tego typu samochodów są krótsze SUV-y 3-drzwiowe, upowszechnione głównie wśród modeli o charakterze samochodów terenowych jako tańsza i bardziej zwrotna alternatywa dla wariantów 5-drzwiowych: Toyota Land Cruiser, Suzuki Grand Vitara czy Jeep Wrangler.

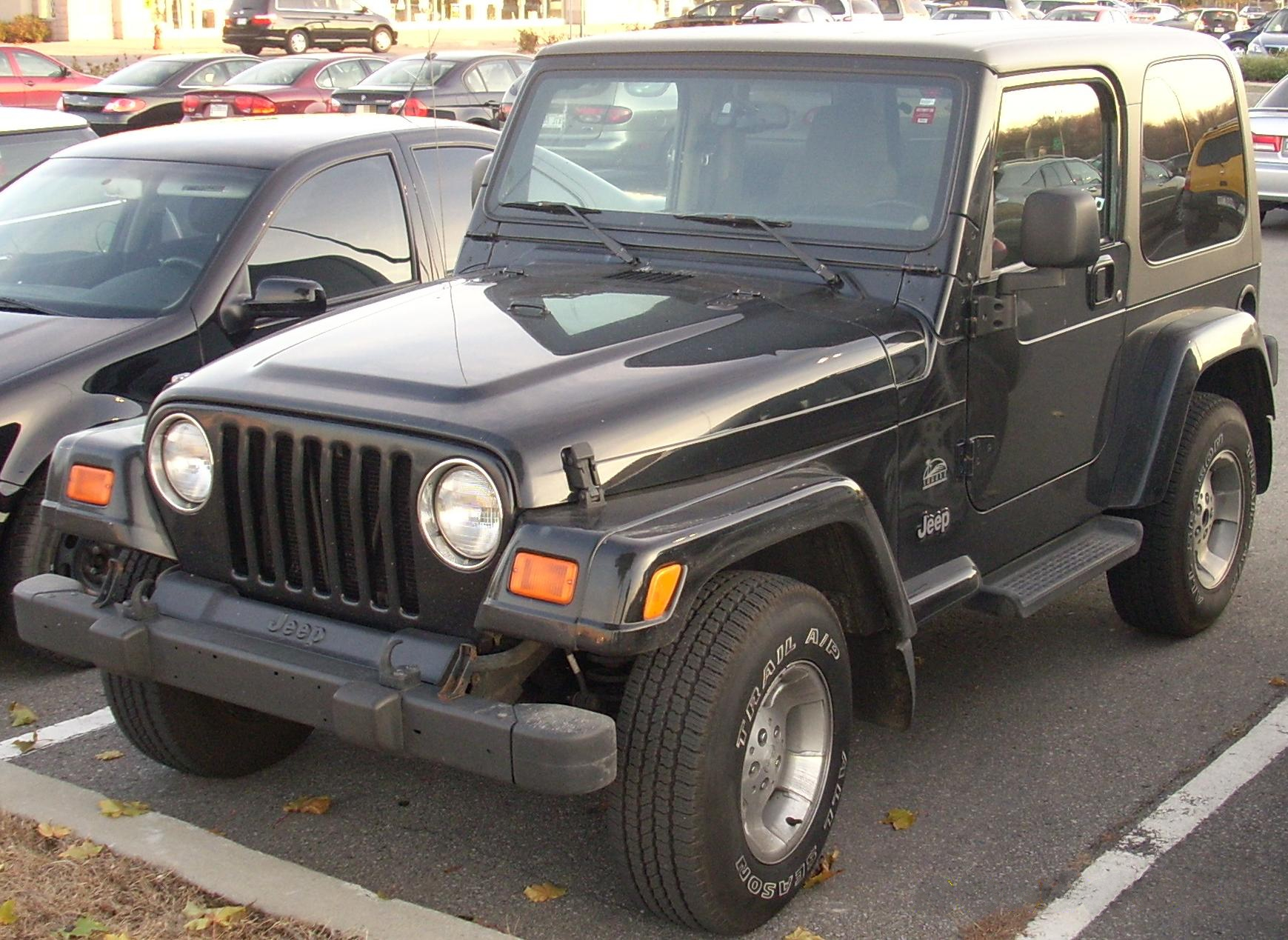
Jeep Wrangler 3D
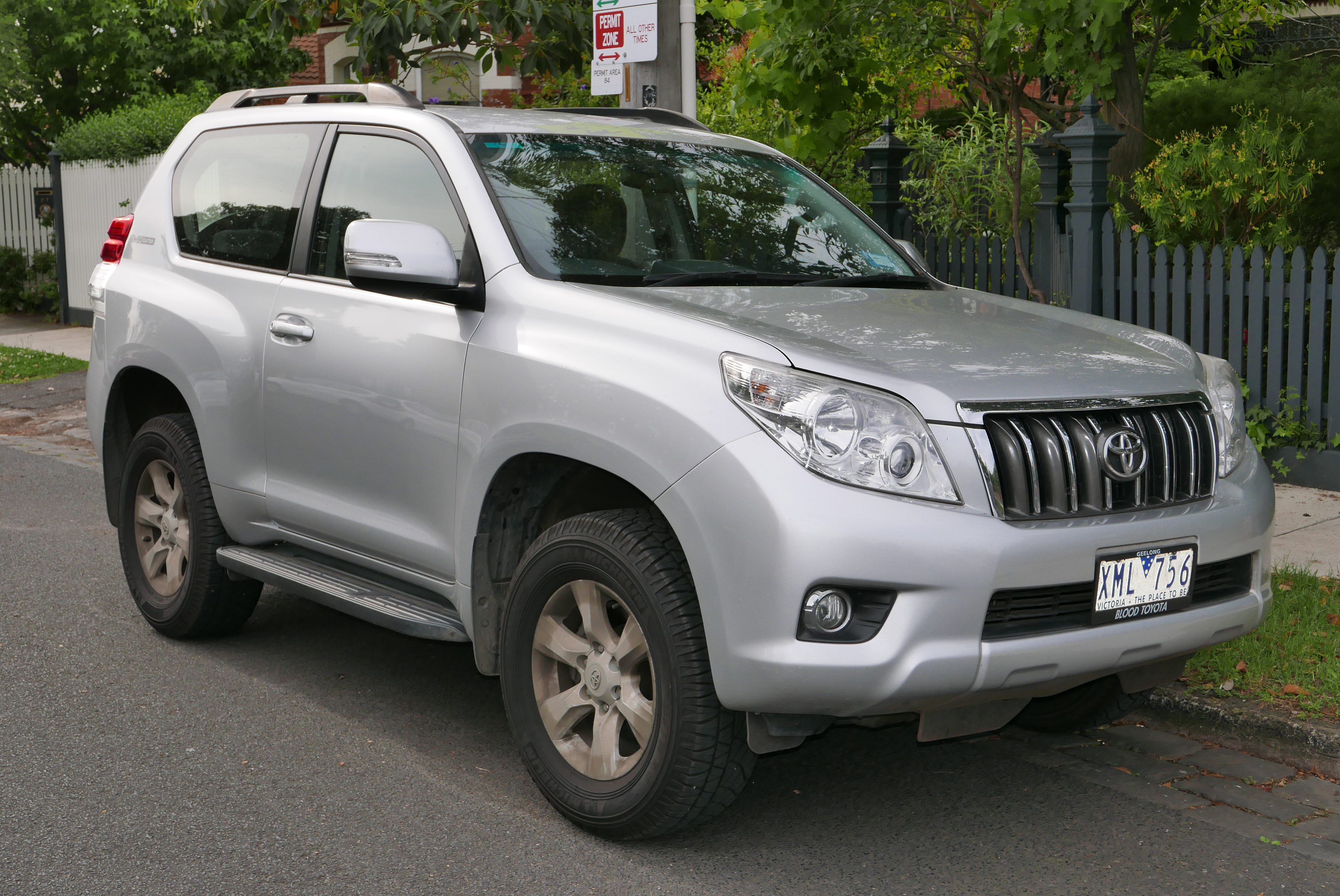
Toyota Land Cruiser 3D
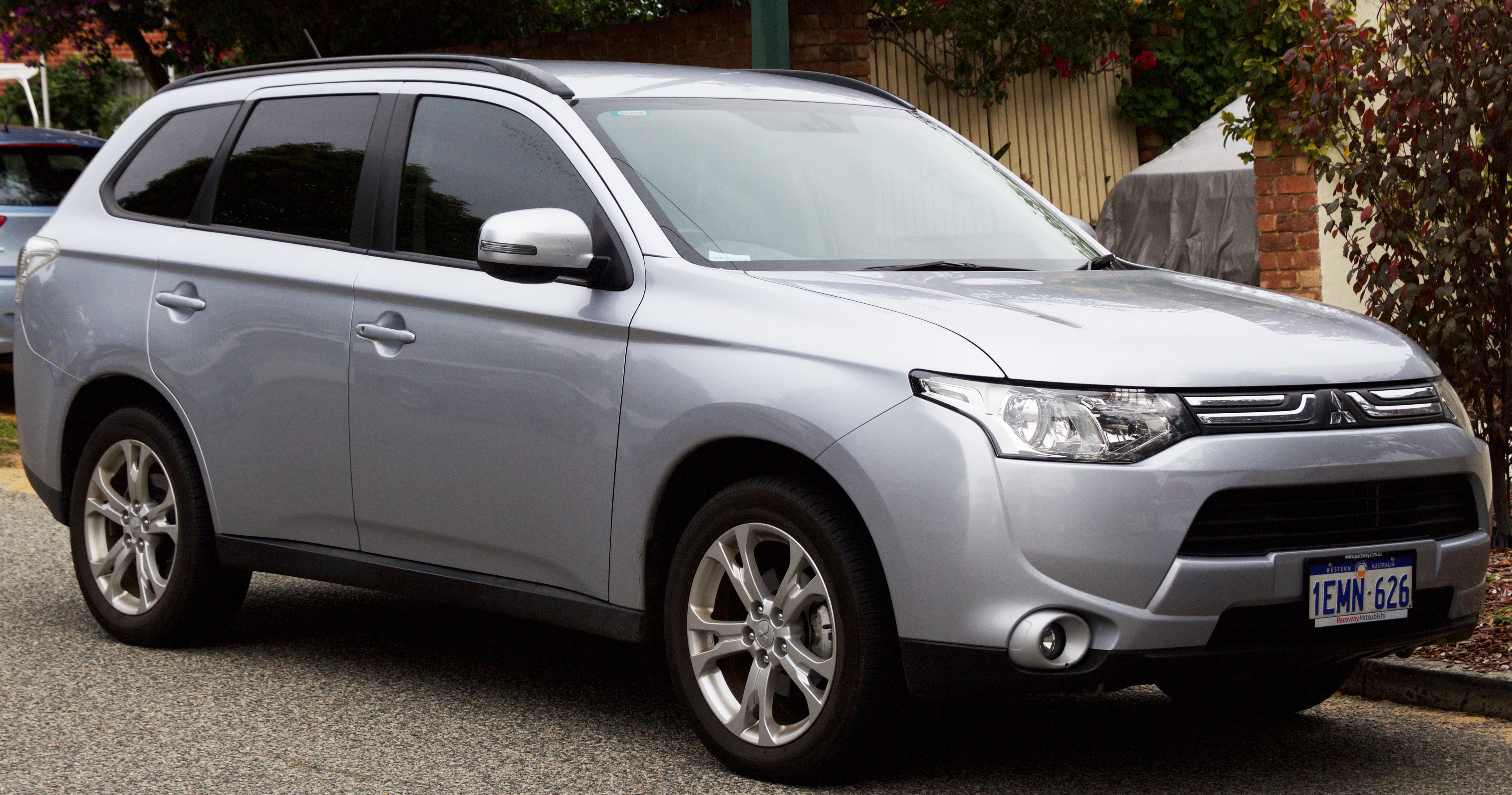
Mitsubishi Outlander
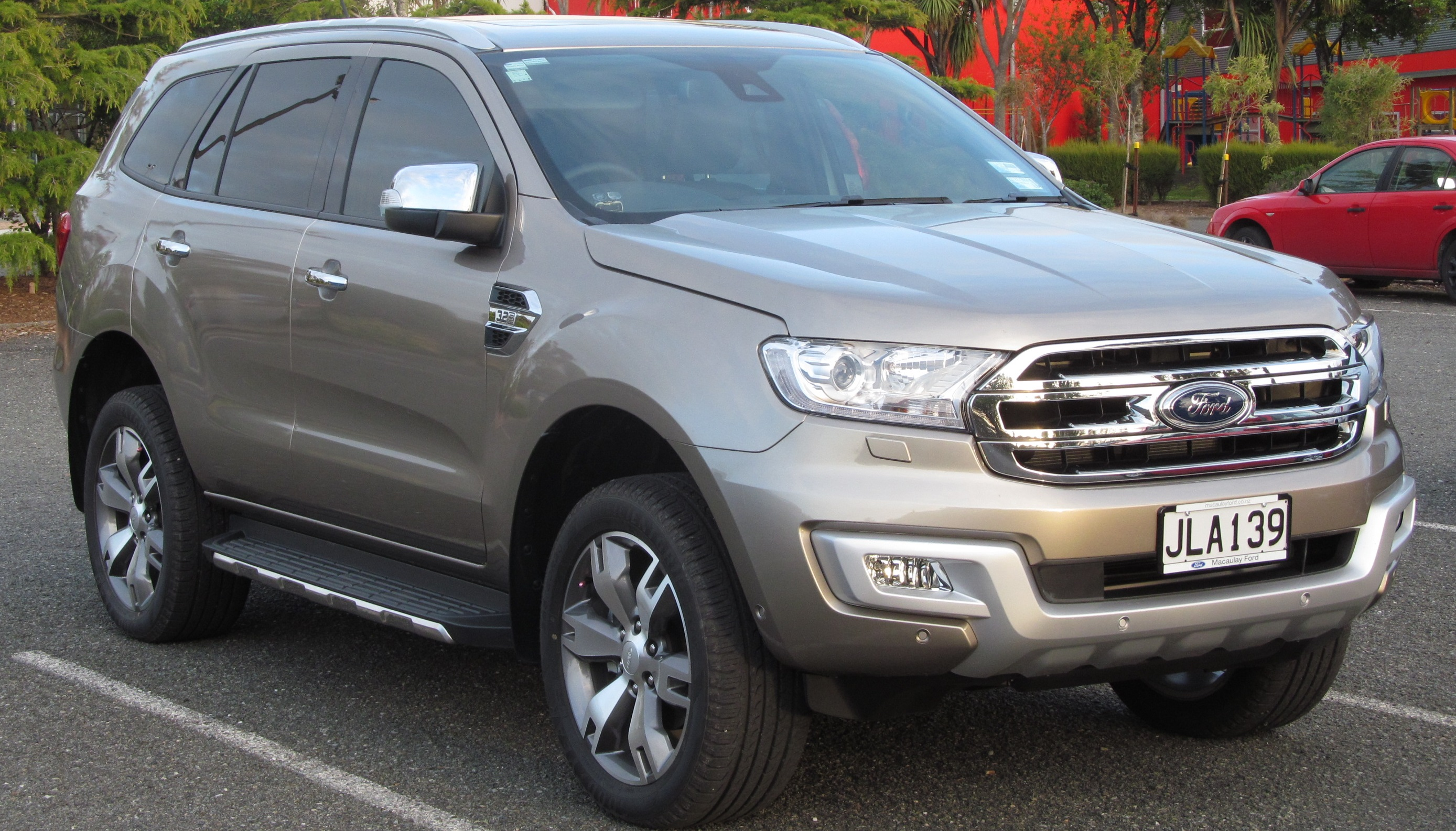
Ford Everest

### SUV Coupé
W pierwszej dekadzie XXI wieku rozpoczęto eksperymenty z ukształtowaniem linii dachu w SUV-ach na rzecz łagodnie opadającej, w stylu samochodów typu coupé. Prekursorem był tu południowokoreański SsangYong z niszowym modelem Actyon przedstawionym w 2005 roku. Przełomowy dla kształtowania podkategorii tzw. SUV-ów Coupe był jednak inny model – droższe, luksusowe BMW X6 zaprezentowane w 2008 roku, które spopularyzowało taki rodzaj samochodów i skłoniło konkurencyjne firmy do prezentowania podobnych konstrukcji w drugiej dekadzie XXI wieku. Na przełomie drugiej i trzeciej dekady koncepcja SUV-ów Coupe zyskała uwagę także producentów samochodów popularnych jak Renault z modelem Arkana czy licznych producentów chińskich jak Changan, Dongfeng czy Geely.

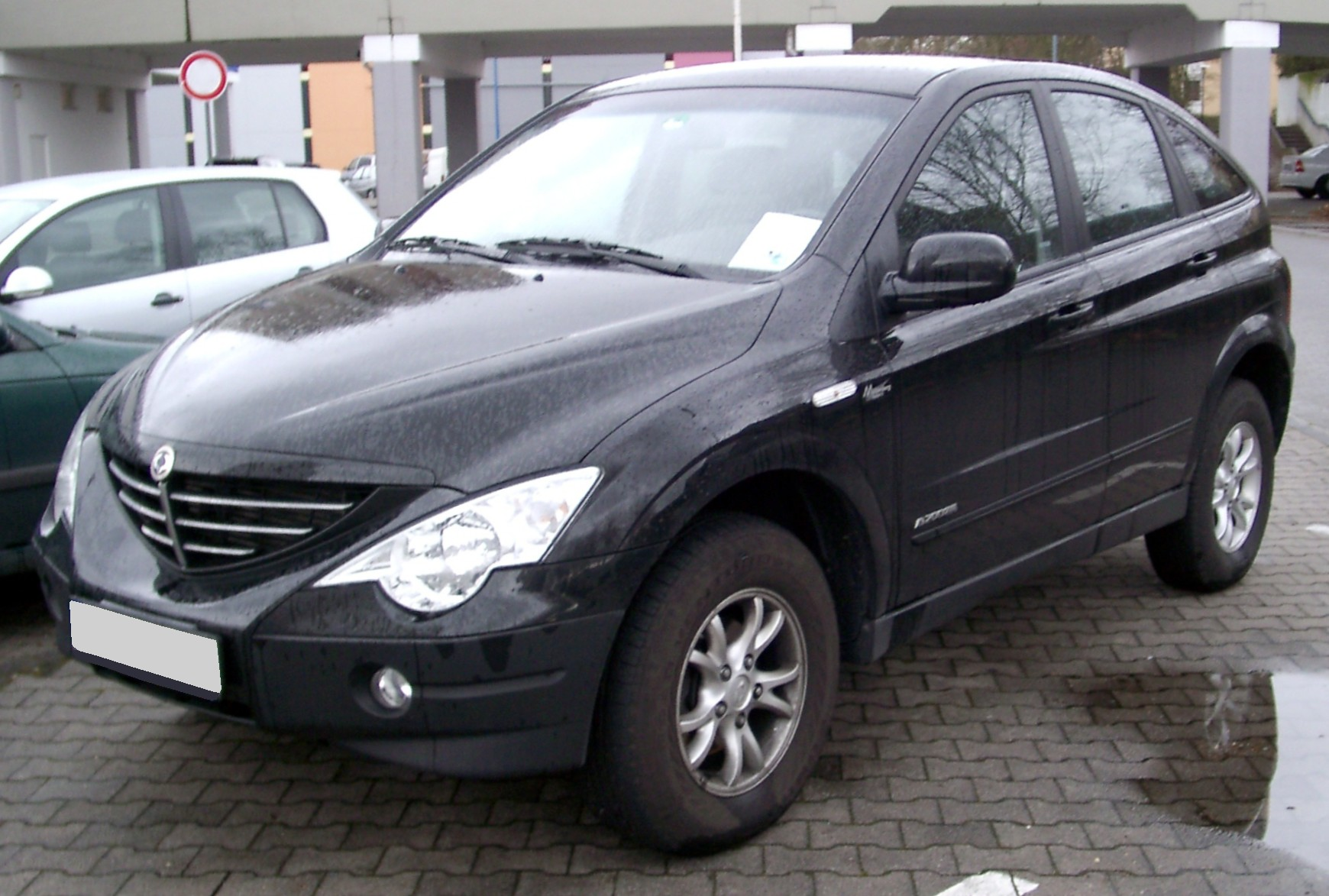
SsangYong Actyon
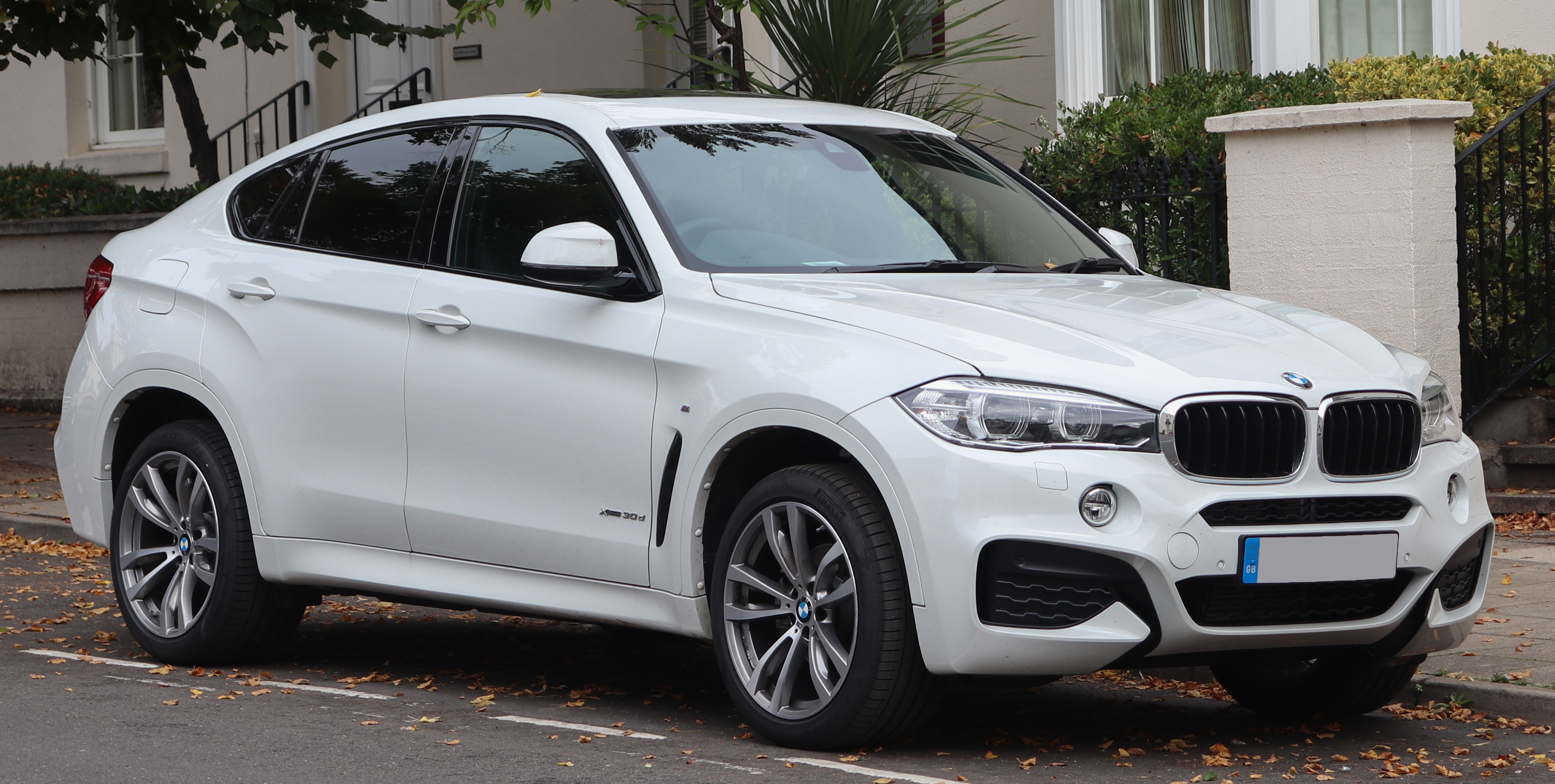
BMW X6
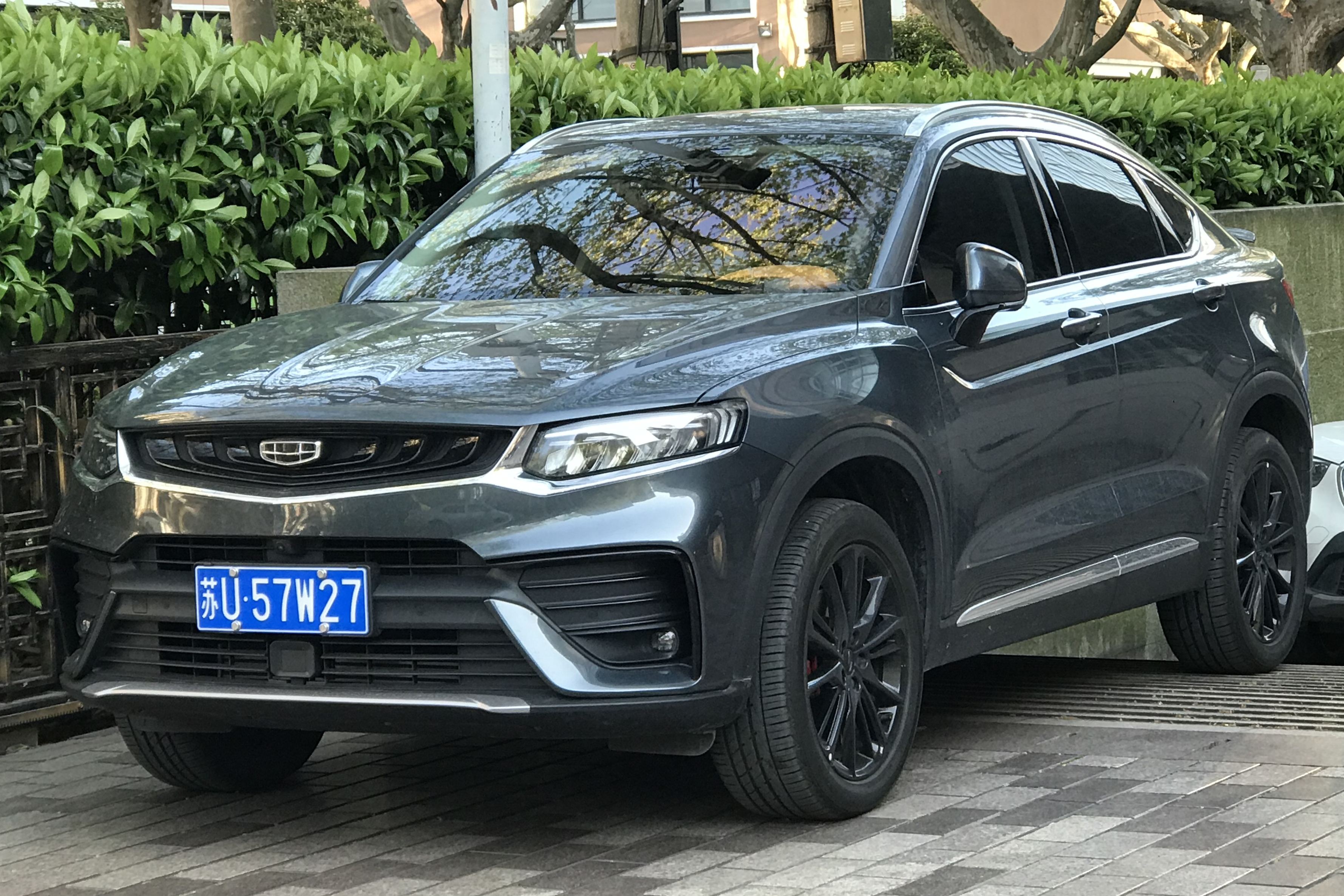
Geely Xingyue
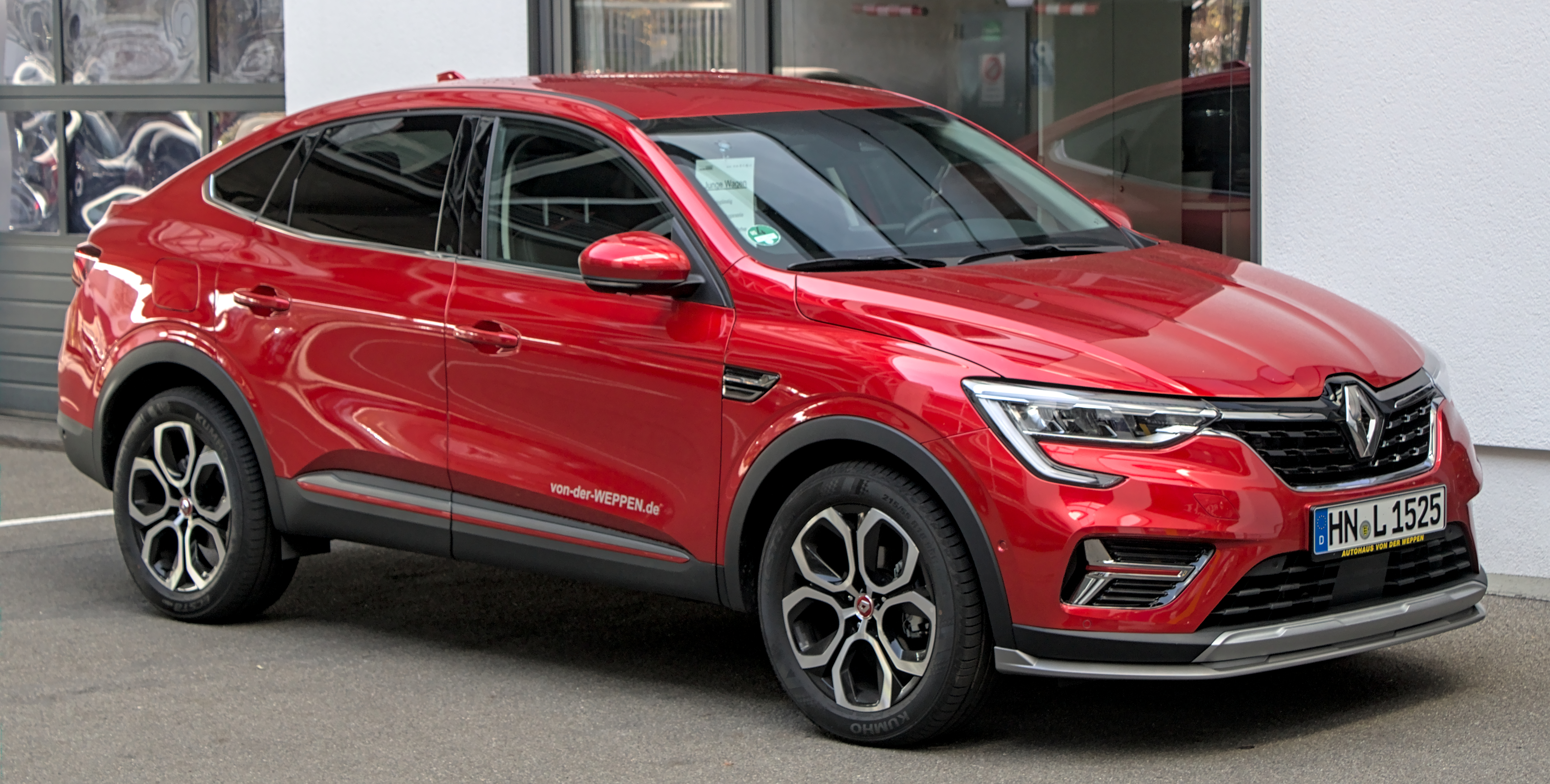
Renault Arkana

### SUV Cabrio
Pierwszymi podejściami do połączenia nadwozia SUV z miękkim składanym dachem były modele Jeepa z rodziny CJ, a potem Wrangler, gdzie jako opcję, z zachowaniem stelaża bezpieczeństwa, można było zdemontować panele boczne oraz górne nadwozia za pomocą brezentowego zdejmowanego dachu. Kolejnymi podejściami do takiego rodzaju nadwozia była Toyota RAV4 Cabrio oferowana krótkotrwale z końcem lat 90. XX wieku, a także Mercedes-Benz G Cabrio, który również z racji niewielkiej popularności zniknął z oferty w 2013 roku po 34 latach produkcji.
Koncepcję SUV-a Cabrio na nowo zdefiniował w 2010 roku Nissan, który zdecydował się przenieść bezpośrednio charakterystykę klasycznych kabrioletów na grunt SUV-ów. W ten sposób, model Murano CrossCabrio otrzymał duży, składany miękki dach, który po demontażu nie pozostawiał żadnych pozostałości z bryły nadwozia – w przeciwieństwie do SUV-ów typu soft-top. Samochód zniknął z rynku 4 lata później i nie zdobył popularności. Drugim, ale i ostatnim podejściem do takiej źle przyjętej przez rynek koncepcji, był Range Rover Evoque Cabrio, produkowany krótko między 2016 a 2018 rokiem.

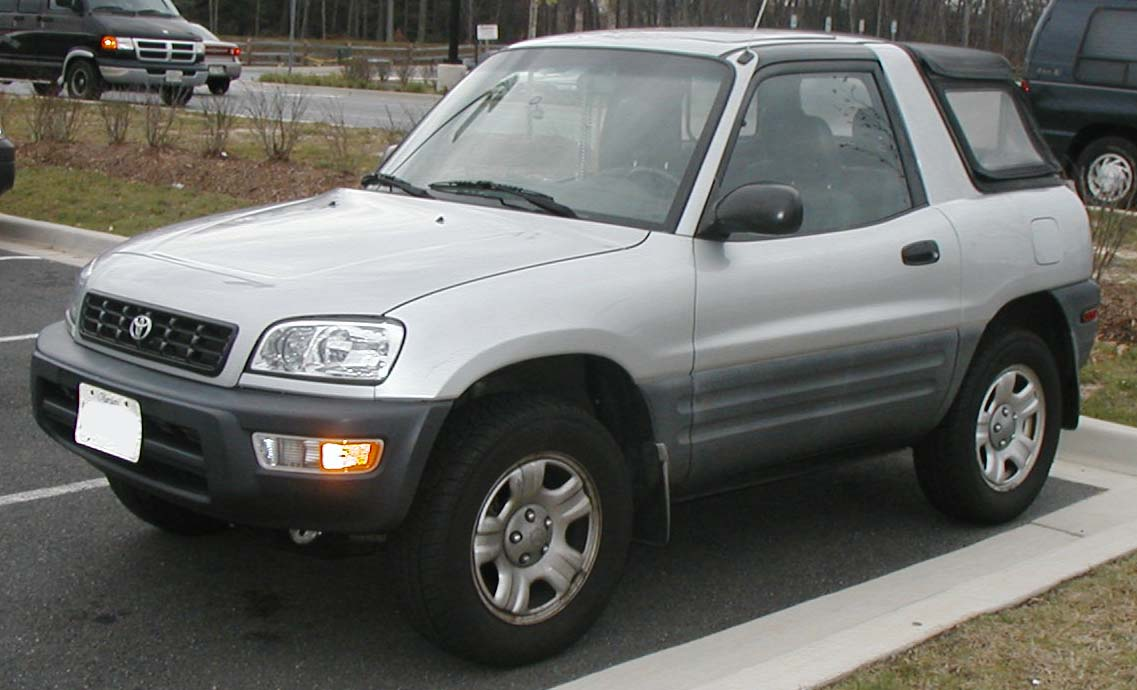
Toyota RAV4 Cabrio
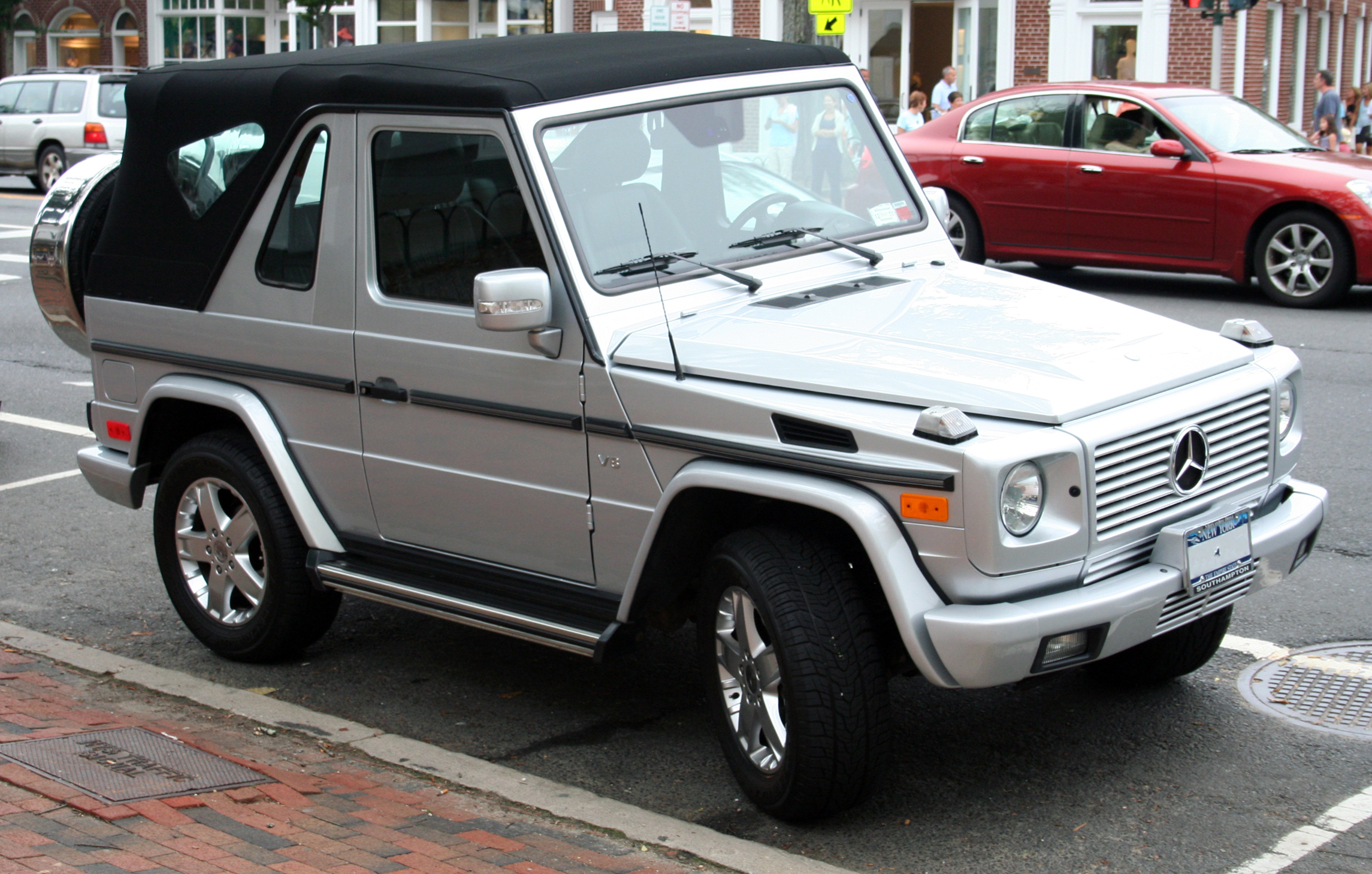
Mercedes-Benz G Cabrio
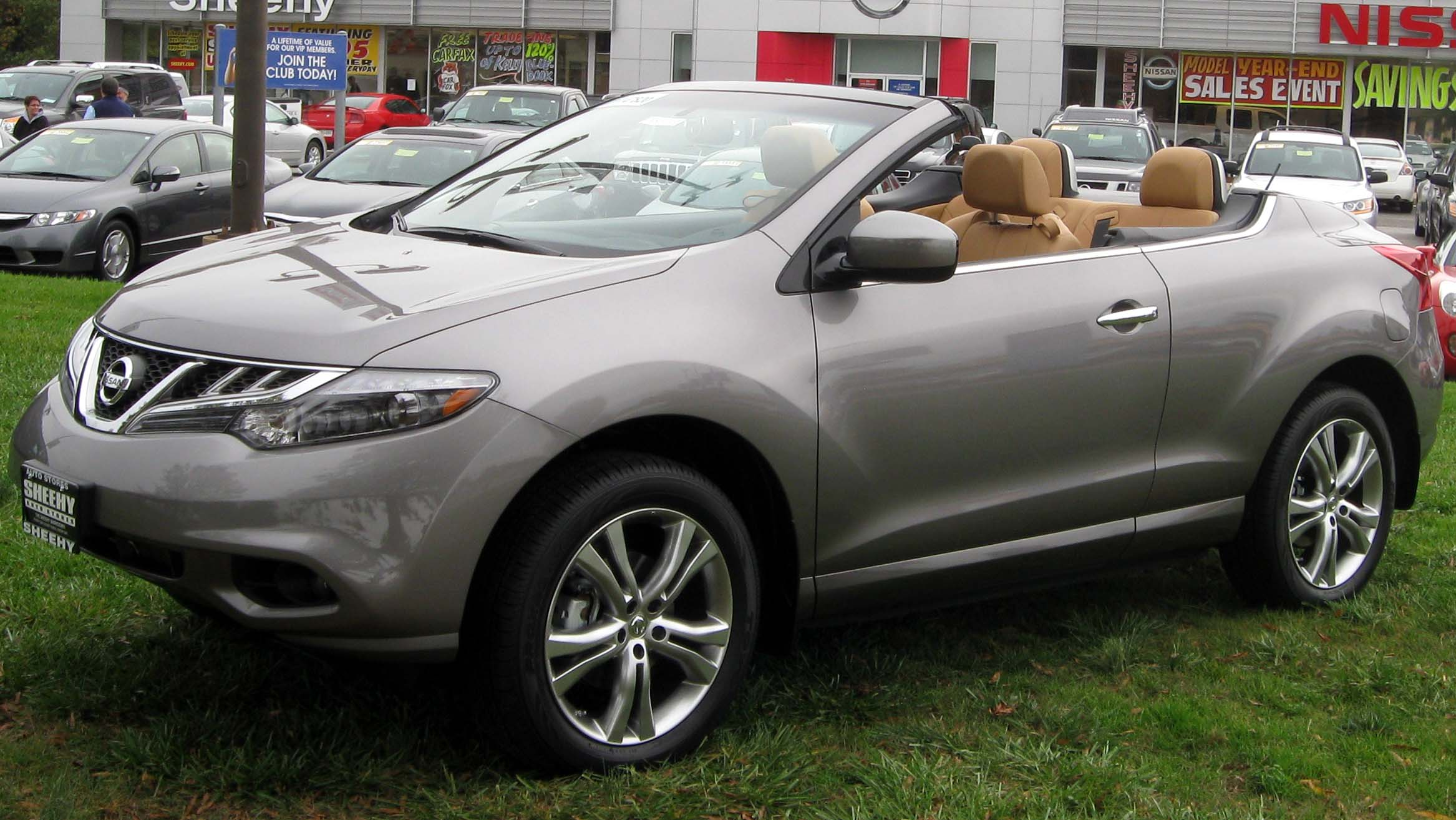
Nissan Murano CrossCabrio
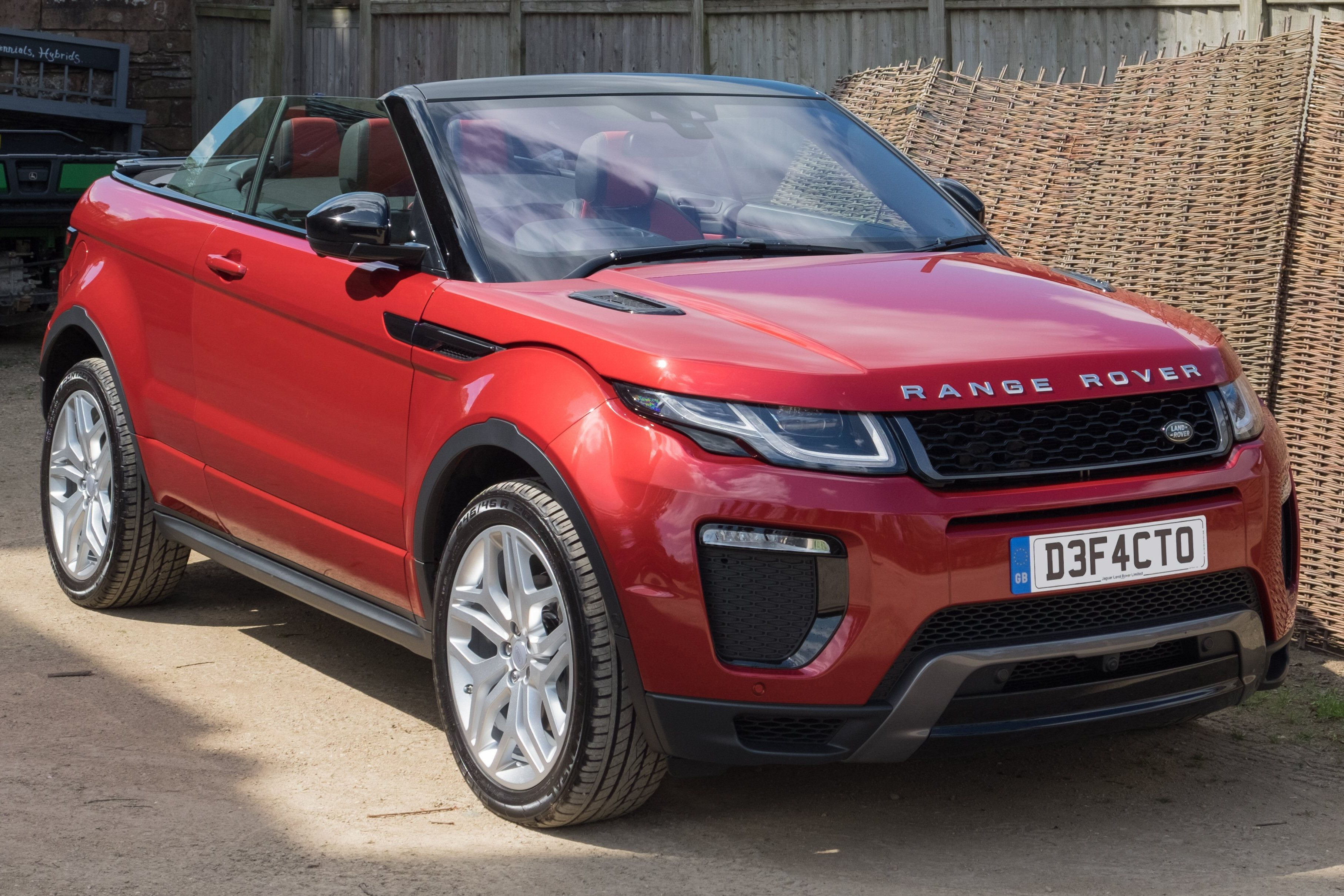
Range Rover Evoque Cabrio